# Hatsuyuki (lớp tàu khu trục)
| Tàu khu trục lớp Hatsuyuki        | Tàu khu trục lớp Hatsuyuki                                                                   | Tàu khu trục lớp Hatsuyuki                        |
| --------------------------------- | -------------------------------------------------------------------------------------------- | ------------------------------------------------- |
| JS Matsuyuki (DD-130)             |                                                                                              |                                                   |
| Khái quát về lớp tàu              |                                                                                              |                                                   |
| Kiểu                              | Tàu khu trục                                                                                 | Tàu khu trục                                      |
| Bên sử dụng                       | Hải quân Nhật Bản                                                                            | Hải quân Nhật Bản                                 |
| Bên chế tạo                       | Ishikawajima Harima Heavy Industries                                                         | Ishikawajima Harima Heavy Industries              |
| Bên chế tạo                       | Mitsui Engineering & Shipbuilding                                                            |                                                   |
| Bên chế tạo                       | Mitsubishi Heavy Industries                                                                  |                                                   |
| Bên chế tạo                       | Sumitomo Heavy Industries                                                                    |                                                   |
| Bên chế tạo                       | Hitachi Zosen Corporation                                                                    |                                                   |
| Thời gian đóng                    | 1979 - 1987                                                                                  | 1979 - 1987                                       |
| Thời gian hoạt động               | 1982 - nay                                                                                   | 1982 - nay                                        |
| Lớp trước                         | DD：Tàu khu trục lớp Akizuki                                                                 | DD：Tàu khu trục lớp Akizuki                      |
| Lớp trước                         | DDA：Tàu khu trục lớp Takatsuki                                                              |                                                   |
| Lớp trước                         | DDK：Tàu khu trục lớp Yamagumo                                                               |                                                   |
| Lớp sau                           | DD：Tàu khu trục lớp Asagiri                                                                 | DD：Tàu khu trục lớp Asagiri                      |
| Đặc điểm khái quát                |                                                                                              |                                                   |
| Trọng tải choán nước              | Tiêu chuẩn 3,050 tấn                                                                         | Tiêu chuẩn 3,050 tấn                              |
| Trọng tải choán nước              | Đầy tải 4,000 tấn                                                                            |                                                   |
| Độ dài                            | 130m                                                                                         | 130m                                              |
| Sườn ngang                        | 13.6m                                                                                        | 13.6m                                             |
| Mớn nước                          | 4.2m                                                                                         | 4.2m                                              |
| Động cơ đẩy                       | Hệ thống COGOG                                                                               | Hệ thống COGOG                                    |
| Động cơ đẩy                       | Động cơ turbine khí cỡ nhỏ RR Type Kawasaki RM1C công suất 9.900 mã lực (7,4 MW)             | 2 động cơ                                         |
| Động cơ đẩy                       | Động cơ turbine khí cỡ lớn Kawasaki-Rolls-Royce Olympus TM3B công suất 45.000 mã lực (34 MW) | 2 động cơ                                         |
| Tốc độ                            | 30 hải lý/h (56 km/h)                                                                        | 30 hải lý/h (56 km/h)                             |
| Phạm vi hoạt động                 | 4,500 hải lý                                                                                 | 4,500 hải lý                                      |
| Thủy thủ đoàn                     | 200                                                                                          | 200                                               |
| Vũ trang                          | Pháo hạm Mk-75 OTO Melara 76 mm                                                              | 1                                                 |
| Vũ trang                          | Hệ thống Mk-15 Vulcan Phalanx CIWS                                                           | 2                                                 |
| Vũ trang                          | RIM-7 Sea Sparrow (8 ống phóng)                                                              | 1                                                 |
| Vũ trang                          | RGM-84L Harpoon (4 ống phóng)                                                                | 2                                                 |
| Vũ trang                          | RUR-5 (8 ống phóng)                                                                          | 1                                                 |
| Vũ trang                          | Dàn phóng ngư lôi 3 ống phóng Type 68                                                        | 2                                                 |
| Trực thăng săn ngầm               | HSS-2B/SH-60J                                                                                | 1                                                 |
| Hệ thống điều khiển hỏa lực (FCS) | FCS-2-21                                                                                     | 1                                                 |
| Hệ thống điều khiển hỏa lực (FCS) | FCS-2-12                                                                                     | 1                                                 |
| C4I                               | Hệ thống định hướng chiến đấu OYQ-5                                                          | 1                                                 |
| Cảm biến/radar                    | Radar định vị phát hiện mục tiêu trên không tầm xa OPS-14B                                   | 1                                                 |
| Cảm biến/radar                    | Radar định vị nhận dạng và theo dõi mục tiêu mặt nước OPS-18                                 | 1                                                 |
| Sonar                             | Sonar kết hợp chủ/bị động phát hiện và xác định vị trí tàu ngầm OQS-4                        | 1                                                 |
| Sonar                             | Sonar kiểu mảng kéo OQR-1                                                                    | 1                                                 |
| Hệ thống tác chiến điện tử        | Hệ thống chiến tranh điện tử tích hợp ESM NOLR-6C                                            | Hệ thống chiến tranh điện tử tích hợp ESM NOLR-6C |
| Hệ thống tác chiến điện tử        | Hệ thống chiến tranh điện tử tích hợp ECM OLT-3                                              |                                                   |
| Hệ thống tác chiến điện tử        | Radar cảnh báo OLR-9B                                                                        |                                                   |
| Hệ thống tác chiến điện tử        | Thiết bị phóng mồi bẫy Mk.137                                                                | 2                                                 |

Tàu khu trục lớp Hatsuyuki (tiếng Nhật: はつゆき型護衛艦) là một lớp tàu khu trục (DD) thuộc biên chế của Lực lượng Phòng vệ trên biển Nhật Bản (JMSDF). Hatsuyuki là một lớp tàu khu trục chống ngầm tương tự như người tiền nhiệm của nó - tàu khu trục lớp Yamagumo. Từ năm 1977 đến năm 1982, 12 tàu thuộc lớp này đã được chế tạo. Đơn giá đóng mới khoảng 30 tỷ yên mỗi tàu (thời giá năm 1977). 

## Lịch sử phát triển
Tàu khu trục lớp Hatsuyuki là một phát triển hiện đại hóa hơn nữa trên cơ sở của tàu khu trục lớp Yamagumo. Đảm nhận việc thiết kế và đóng mới các tàu lớp Hatsuyuki đóng mới là Hitachi Zosen Corporation và các tổ hợp tập đoàn, nhà máy đóng tàu như Ishikawajima Harima Heavy Industries, Mitsui Engineering & Shipbuilding, Sumitomo Heavy Industries và Mitsubishi Heavy Industries. Có tất cả 12 tàu lớp Hatsuyuki đã được đóng trong giai đoạn từ 1979 - 1986, đến nay chỉ còn JS Setoyuki (DD-131/TV-3518) còn hoạt động. Vào năm 2013, chính phủ Nhật đã thông qua kế hoạch chuyển đổi 4 tàu khu trục lớp Hatsuyuki cho Lực lượng Bảo vệ bờ biển Nhật Bản, trước khi chuyển giao các tàu này sẽ được tháo dỡ toàn bộ hệ thống vũ khí và đổi phân lớp thành tàu tuần tra cỡ lớn mang trực thăng (PLH - Patrol Vessel Large With Helicopter).
Hatsuyuki là lớp tàu khu trục đa nhiệm đầu tiên của Nhật Bản được được trang bị tên lửa phòng không RIM-7 Sea Sparrow, tên lửa chống hạm RGM-84 Harpoon và trực thăng săn ngầm Sikorsky HSS-2B Sea King. Đồng thời đây cũng là lớp khu trục đầu tiên sử dụng tuabin khí hoặc kết hợp khí (COGOG) và hệ thống động cơ đẩy giúp tàu có thể hoạt động ở tốc độ cao. Vào năm 1982 và 1990, JMSDF quyết định thí điểm triển khai bổ sung hệ thống CIWS Phalanx và sonar kiểu mảng kéo trên 2 tàu JS Matsuyuki DD-130 và JS Hatsuyuki DD-122 sau đó mới nhân rộng cho các tàu khác. 
Thân tàu có thiết kế tương tự lớp tàu Isuzu (34DE). Boong phía sau có hình dạng ba tầng, bố trí nhà chứa và sàn đáp cho trực thăng săn ngầm, tầng thứ hai dài 7,5m và là nơi đặt bệ phóng tên lửa RIM-7 Sea Sparrow. Lối đi lại ở phần tiếp giáp giữa boong sau và boong thứ hai bên trong tàu có kết cấu cửa kép để ngăn nước biển xâm nhập vào tàu, tuy nhiên thực tế lại không mang lại hiệu quả cao và luôn ẩm ướt trong thời tiết mưa bão, sàn tàu gây khó chịu cho thủy thủ đoàn. Đặc biệt, boong phía sau thường xuyên bị sóng biển đánh vào, khiến nhiều thiết bị trên tàu bị cuốn trôi và thân tàu bị ăn mòn do nước biển. Phần thân tàu phía dưới nước được trang bị vây ổn định nhằm làm tăng độ ổn định cho tàu trong điều kiện di chuyển tốc độ cao. Ban đầu, bộ vây ổn định được chế tạo bởi Vosper & Company ở Vương quốc Anh, nhưng từ JS Yamayuki trở đi được trang bị loại do MHI sản xuất trong nước theo giấy phép.
Vào năm 1975, trong một vụ va chạm giữa tàu tuần dương USS Belknap (CG-26) và tàu sân bay USS John F. Kennedy (CV-67) ngoài khơi bờ biển Sicilia, Ý, tàu USS Belknap với quá nhiều nhôm trong kết cấu vỏ tàu khiến khả năng chịu nhiệt kém, dẫn đến toàn bộ kết cấu thượng tầng của tàu gần như bị thiêu rụi. Tiếp theo đó là năm 1982, Chiến tranh Falkland giữa Anh và Argentina bùng nổ, 7 tàu hộ vệ lớp Type 21 đã được Hải quân Hoàng gia Anh điều động tham chiến. 2 chiếc trong số đó, HMS Ardent và HMS Antelope, đã bị đánh chìm bởi hỏa lực của Không quân Cộng hòa Argentina (FAA). Cấu trúc hợp kim nhôm của tàu đã bị vỡ thành hàng trăm mảnh nhỏ dưới tác động của sức ép vụ nổ và bắn vào bên trong tàu, gây thương vong cho thủy thủ đoàn và phá hủy các thiết bị. 
Điều này thực sự là một cú sốc cho giới lãnh đạo của JMSDF vào thời điểm đó. Bởi để tiết kiệm chi phí đóng mới, trong ngành công nghiệp đóng tàu chiến của Nhật Bản vào thời điểm đó, một phần đáng kể các kết cấu thượng tầng như cột buồm, ống khói và nhà chứa máy bay thường được chế tạo bằng hợp kim nhôm để giảm giá thành và các tàu đầu tiên thuộc lớp Hatsuyuki cũng trong ngoại lệ. Sau đó, bắt đầu từ tàu DD-129 JS Yamayuki trở về sau, vật liệu thép truyền thống đã được sử dụng để chế tạo cấu trúc thượng tầng thay cho hợp kim nhôm.
Tàu có lượng giãn nước tiêu chuẩn 3.050 tấn, đầy tải 4.000 tấn; chiều dài 130 m; chiều rộng 13,6 m; mớn nước 4,2 m với biên chế thủy thủ đoàn 200 binh sĩ. Mặc dù gọi là tàu khu trục nhưng kích thước cũng như chức năng của Hatsuyuki chỉ được thế giới xếp vào hạng tàu hộ vệ. Các tàu khu trục lớp Hatsuyuki đều được đặt theo tên các tàu khu trục của Hải quân Đế quốc Nhật Bản (IJN) từng tham chiến trong Chiến tranh thế giới thứ 2.

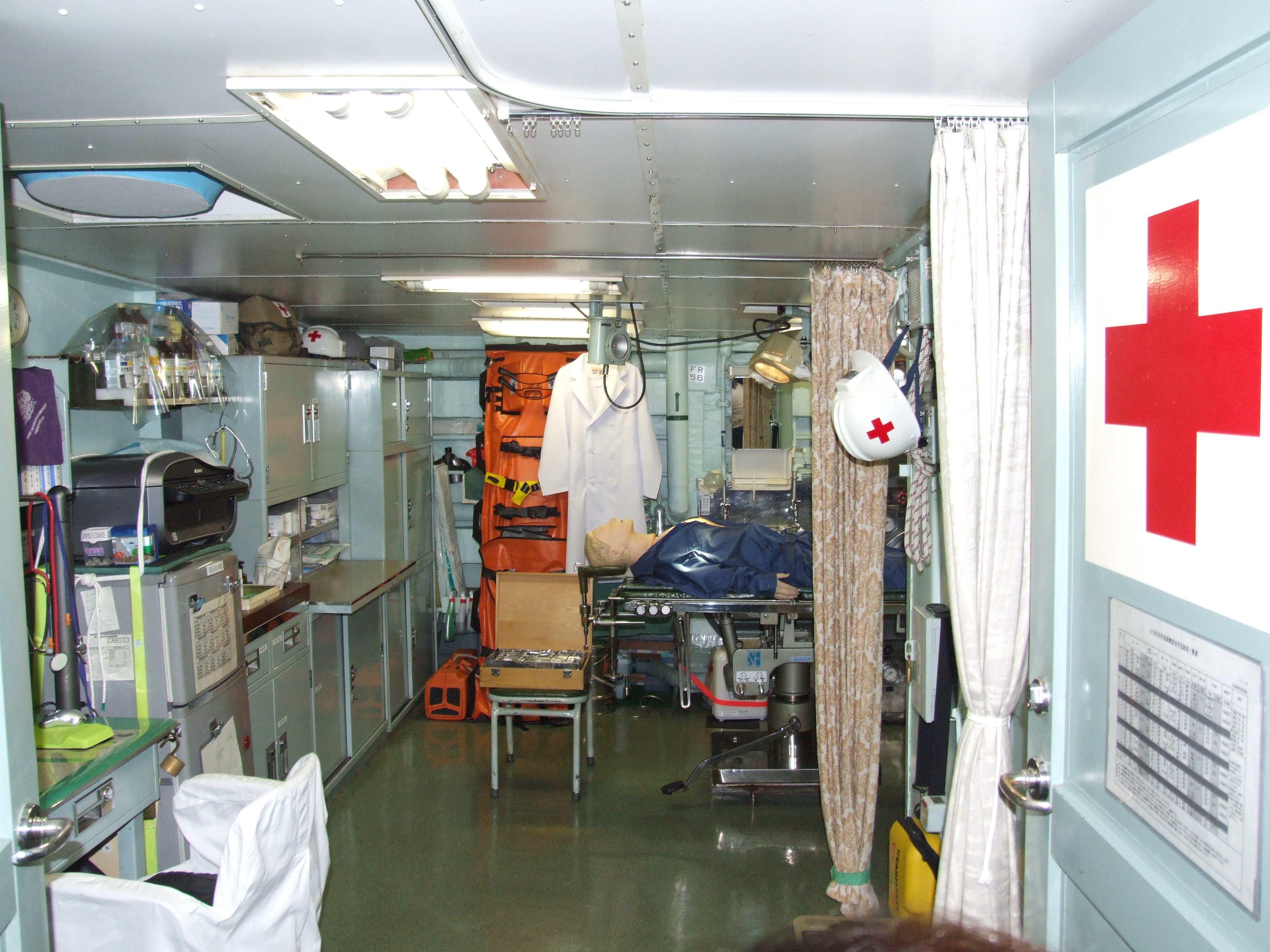
Phòng y tế trên tàu JS Shirayuki (DD-123).
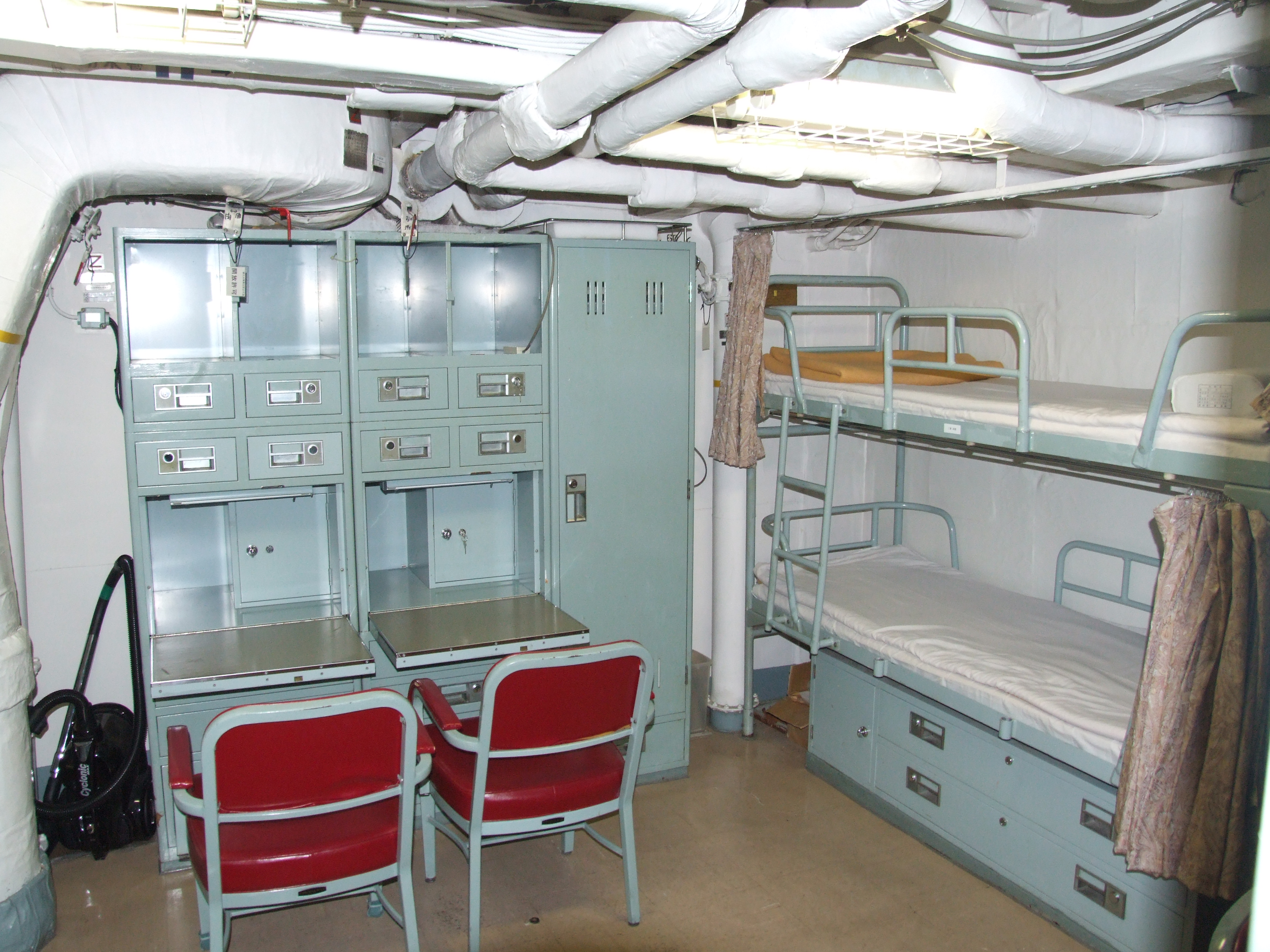
Nội thất phòng ngủ của thủy thủ đoàn.
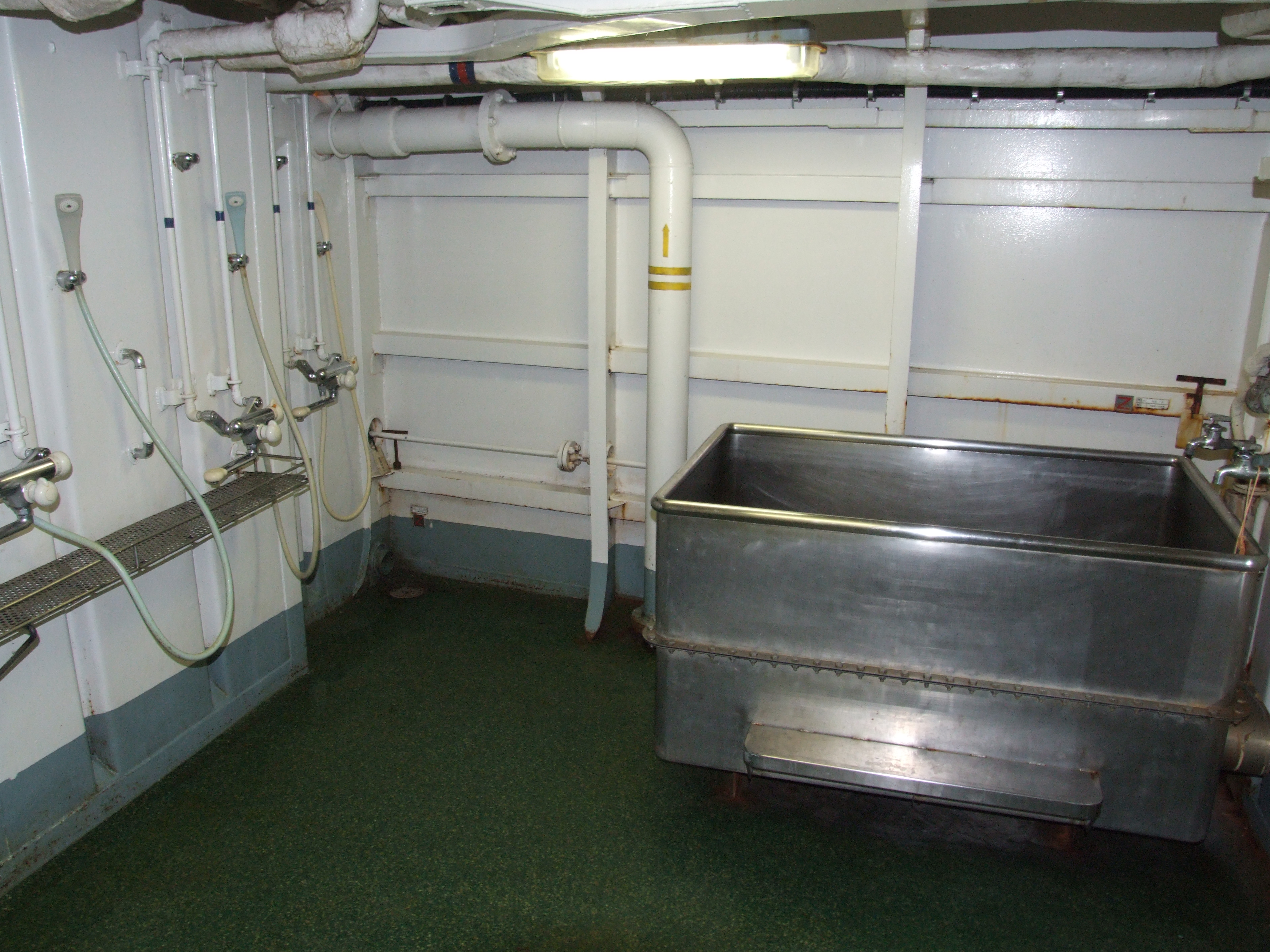
Bên trong phòng tắm của tàu JDS Shirayuki (DD-123).

## Hệ thống điện tử

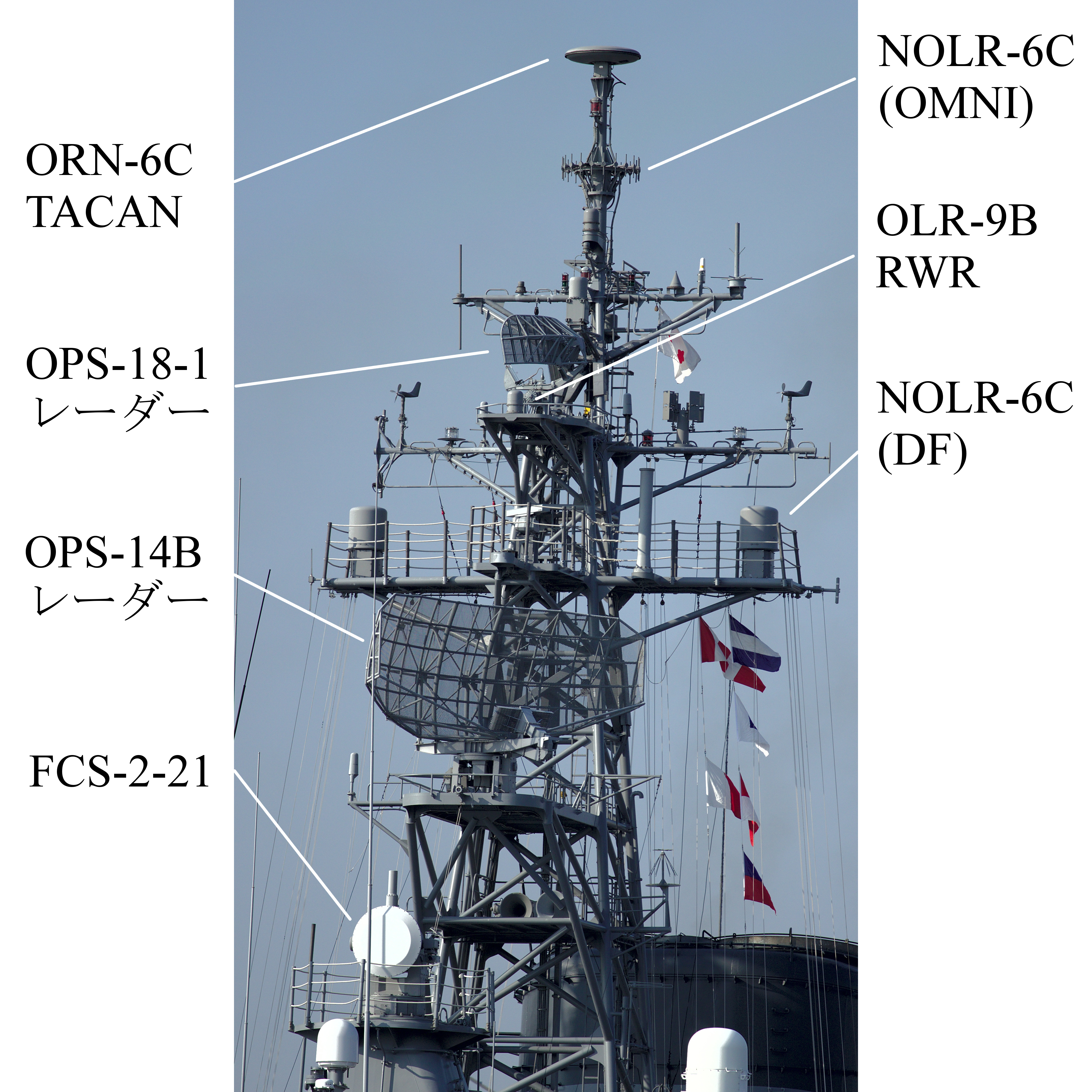
Hệ thống radar bố trí trên cột buồm tàu JS Isoyuki (DD-127)

Hatsuyuki được lắp đặt hệ thống định hướng chiến đấu OYQ-5, hệ thống OYQ-5 được trang bị hệ thống máy tính điều khiển AN/UYK-20 và máy trạm AN/UYA-194B (OJ-194B). Hệ thống máy tính này cung cấp khả năng tính toán siêu tốc cho phép tàu khu trục lớp Hatsuyuki đối phó hiệu quả với các mục tiêu, đặc biệt là các mục tiêu dưới nước. Hệ thống thông tin liên lạc cấp chiến thuật Link-14 (STANAG 5514) giúp Takatsuki có thể dễ dàng kết nối thông tin với tất cả các tàu chiến cũng như các thiết bị quân sự khác thuộc Lực lượng Phòng vệ Nhật Bản (JSDF) và đồng minh.
Các bộ cảm biến của tàu bao gồm radar định vị phát hiện mục tiêu trên không tầm xa OPS-14B (tương đương với radar AN/SPS-49 do Mỹ sản xuất), radar định vị nhận dạng và theo dõi mục tiêu mặt nước OPS-18, radar điều khiển hỏa lực FCS-2-12 do Nhật tự sản xuất dùng để dẫn bắn tên lửa phòng không chuyên dụng tầm trung RIM-7 Sea Sparrow, radar điều khiển hỏa lực FCS-2-21 dùng để dẫn bắn cho pháo hạm 76mm Mk-75, sonar kiểu mảng kéo OQR-1 TASS và sonar kết hợp chủ/bị động phát hiện và xác định vị trí tàu ngầm OQS-4. Anten của OQS-4 được được gắn cố định trong quả cầu hình giọt nước ở mũi tàu, anten được tách rời khỏi các khoang trên tàu bằng bộ phận cách âm, giảm tối thiểu nhiễu thủy âm khi sonar hoạt động.
Ngoài ra, tàu còn được trang bị radar cảnh báo OLR-9B, các hệ thống chiến tranh điện tử tích hợp ESM NOLR-6C và OLT-3 ECM. Các hệ thống này được kết nối với nhau để thực hiện việc dò tìm tín hiệu vô tuyến phát từ radar tàu và tên lửa đối phương, đồng thời phát tín hiệu gây nhiễu làm nhiễu đầu dò radar của tên lửa chống hạm, khiến chúng bám theo các mục tiêu ảo hoặc giảm tầm hiệu quả của đầu dò, cho phép tàu tránh được tên lửa. Các hệ thống này thường kết hợp với hệ thống mồi bẫy Mk-137 SRBOC. Cơ chế hoạt động của nó là phóng ra các rocket thả lá nhôm, tạo ra mục tiêu giả, gây nhầm lẫn cho đầu dò của tên lửa đang hướng đến.

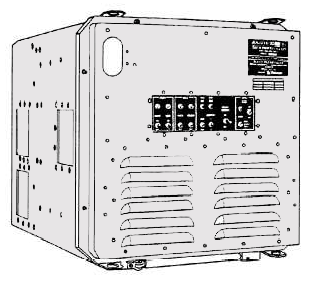
Máy tính điều khiển AN/UYK-20.
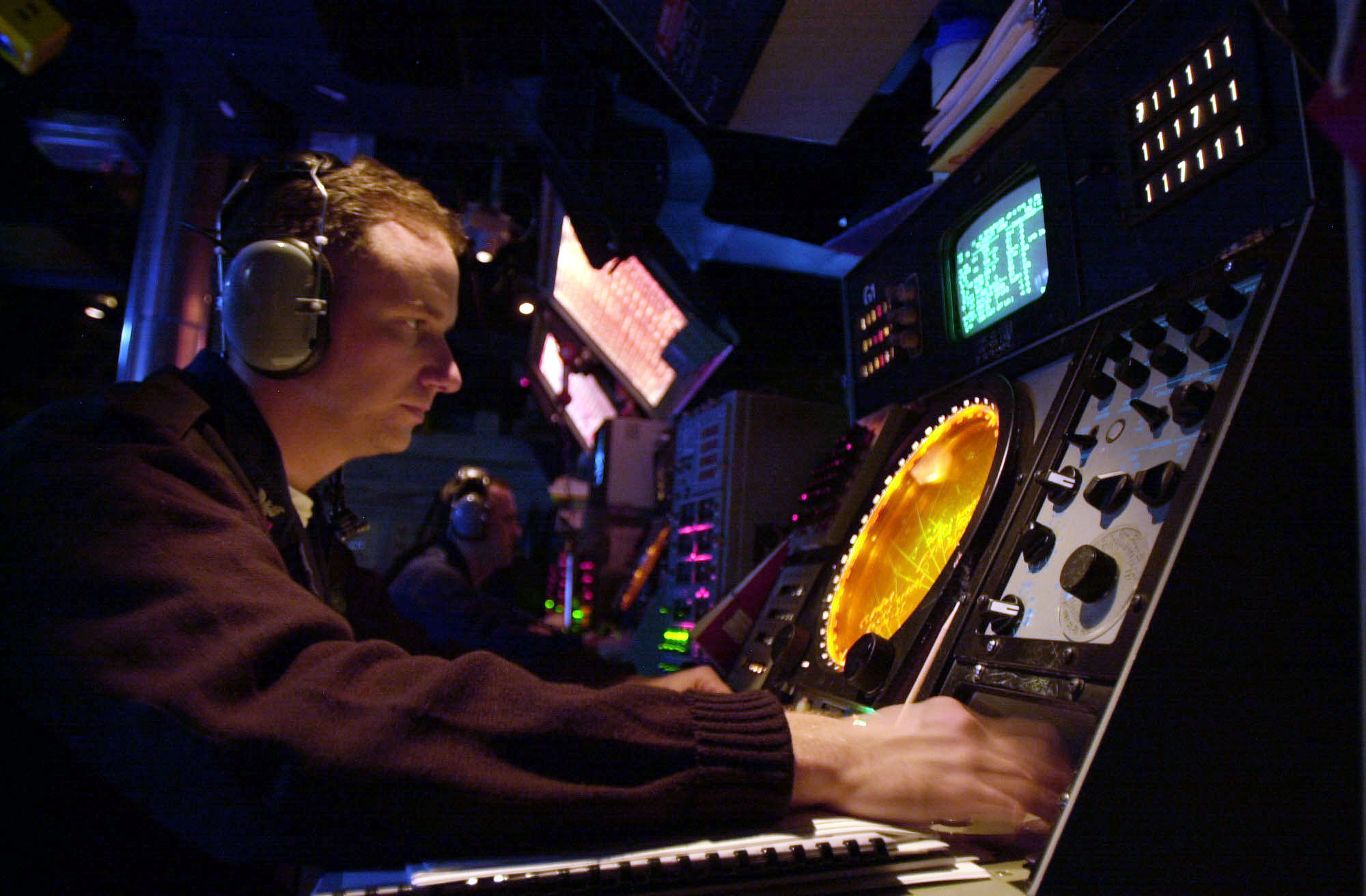
Máy trạm AN/UYA-194B (OJ-194B)..
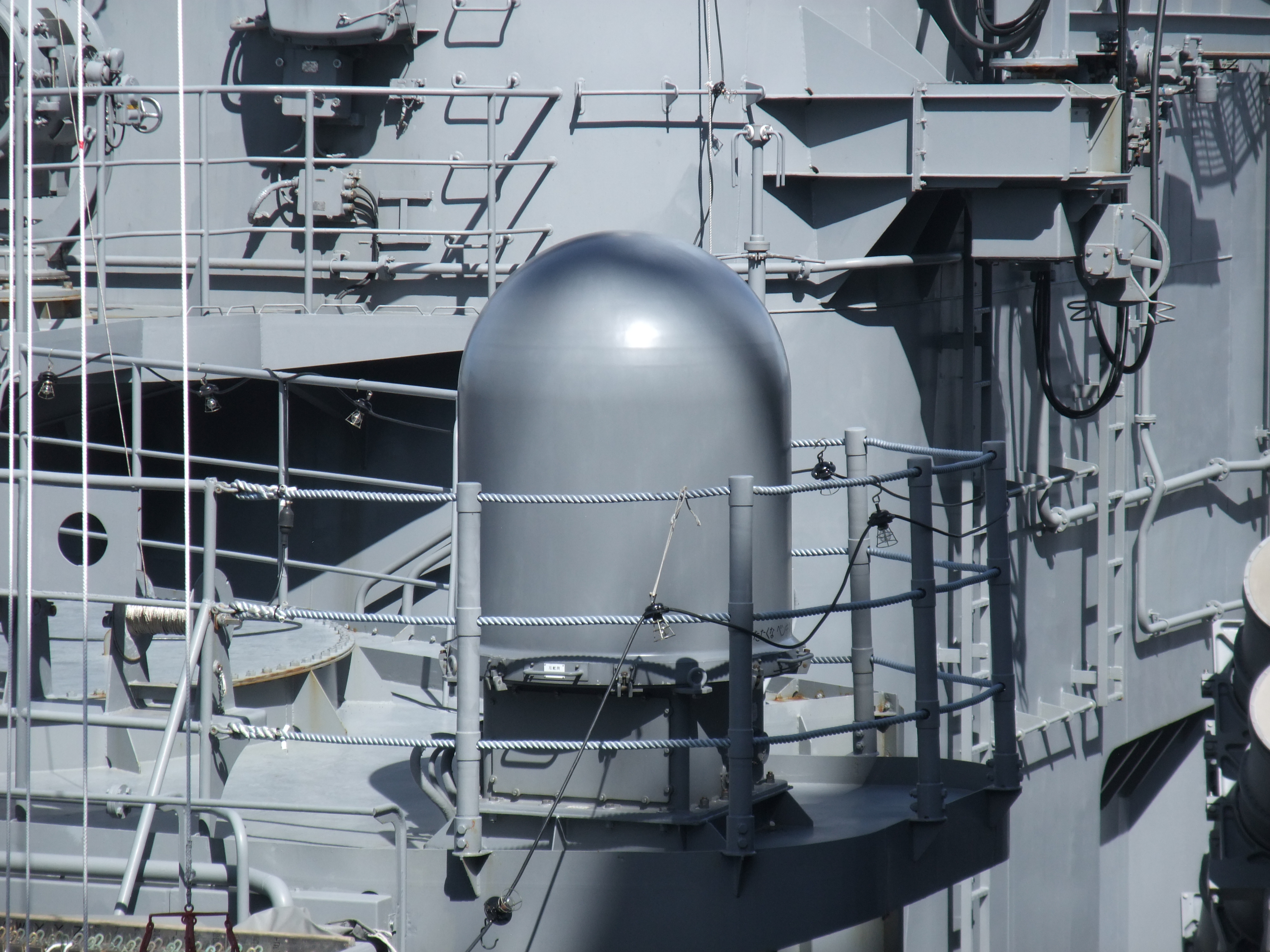
Hệ thống chiến tranh điện tử OLT-3 ECM.
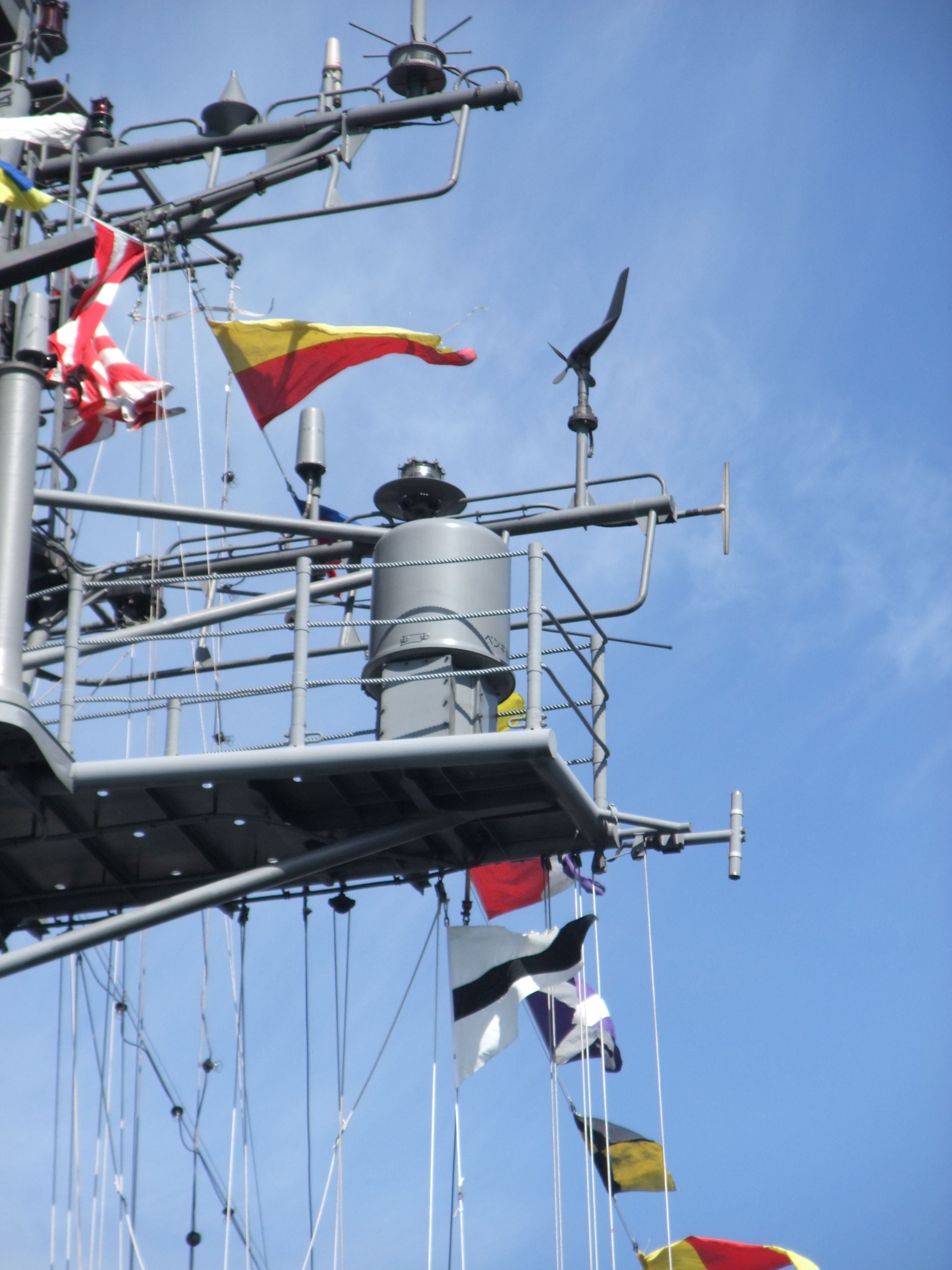
Hệ thống chiến tranh điện tử NOLR-6 ESM.
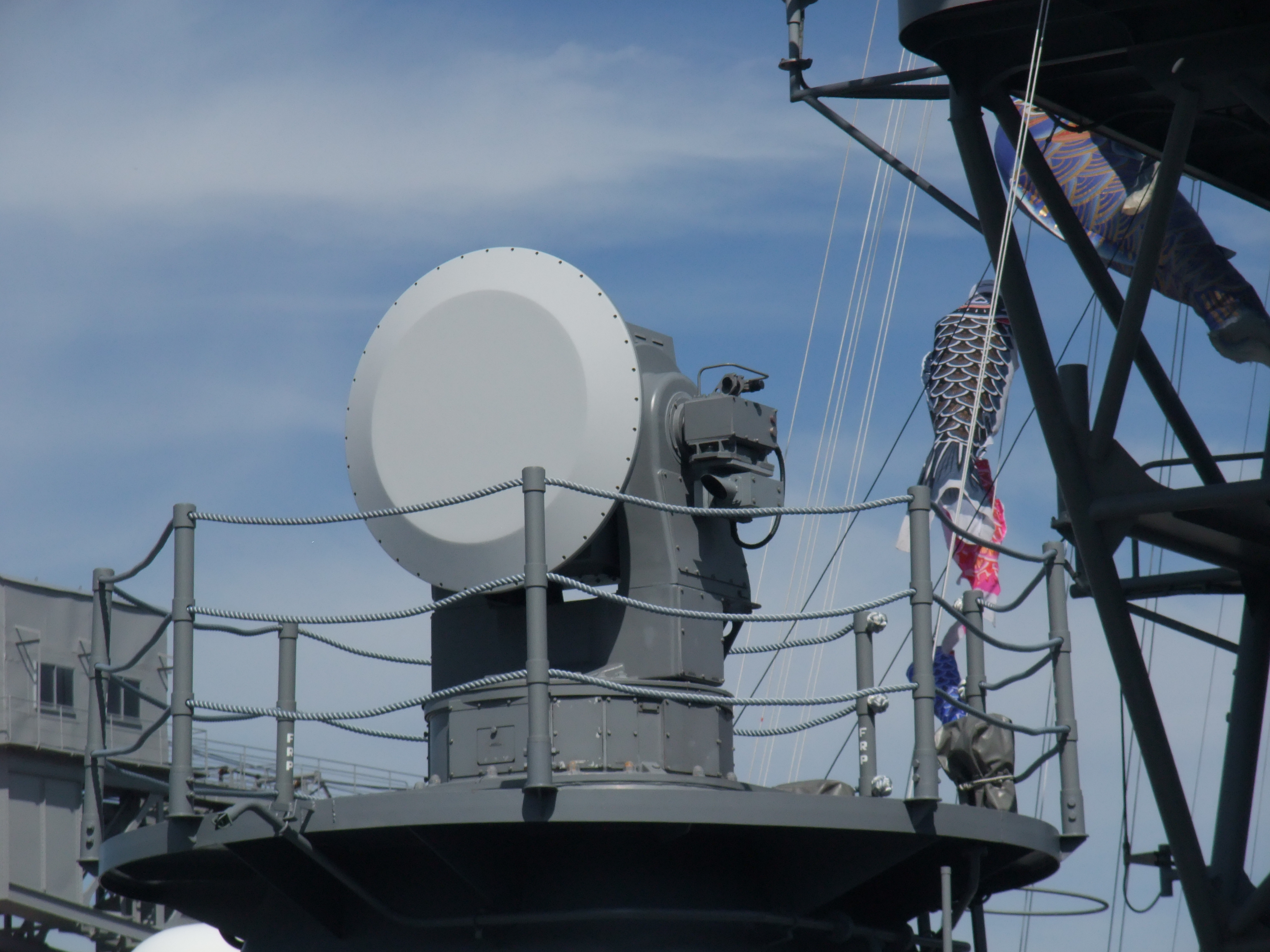
Radar điều khiển hỏa lực FCS-2-21A.
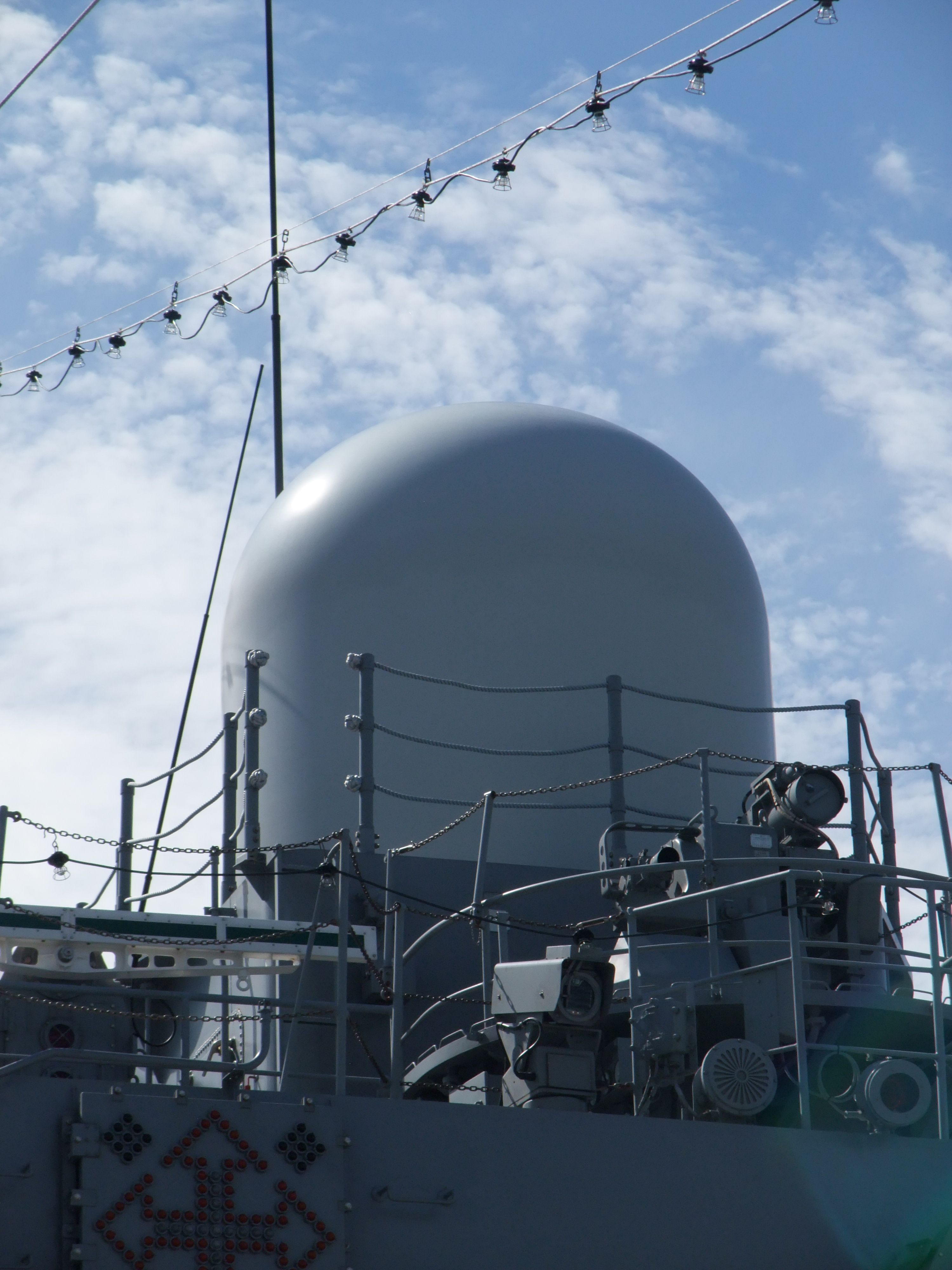
Radar điều khiển hỏa lực FCS-2-12.
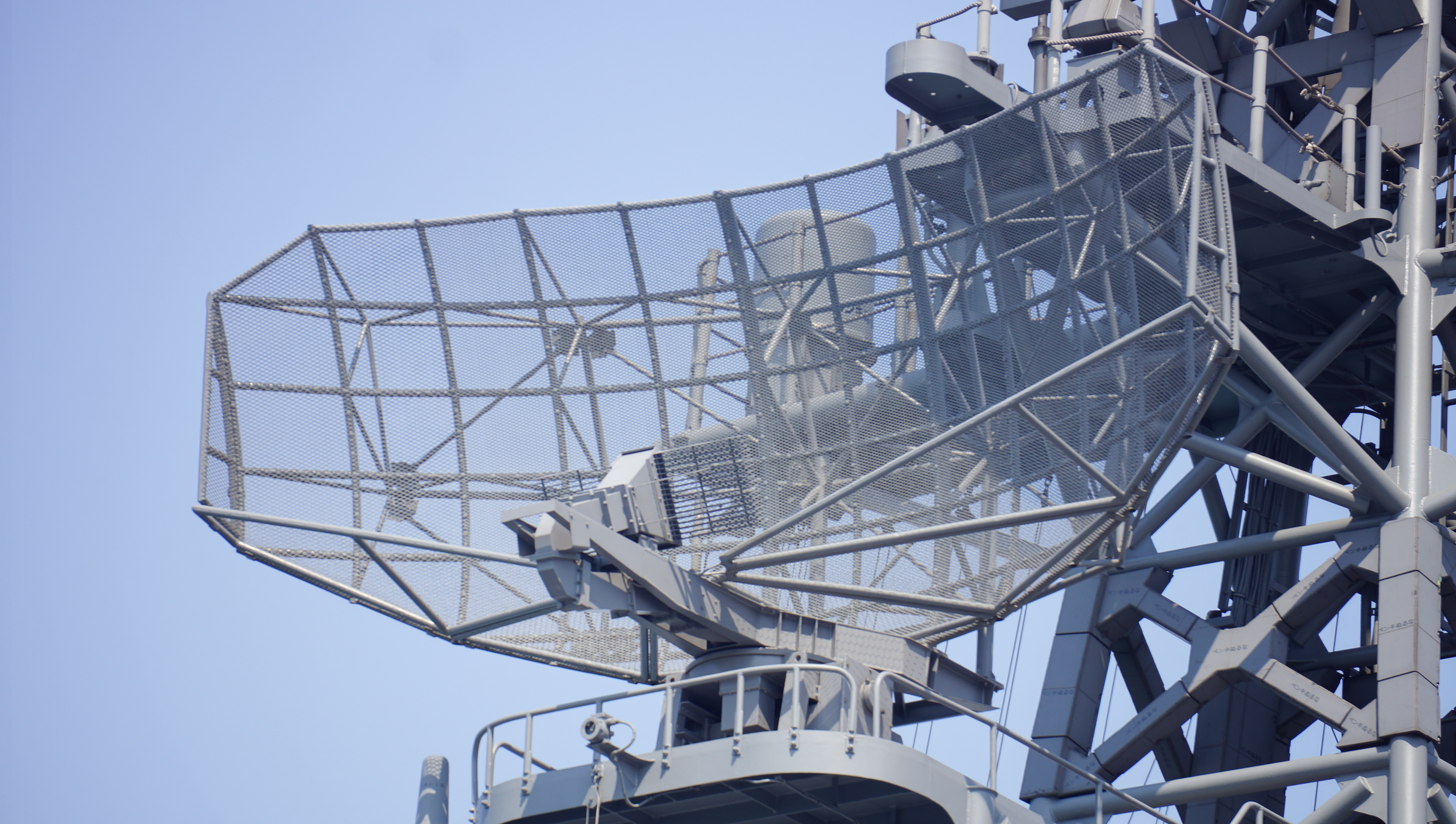
Radar định vị phát hiện mục tiêu trên không tầm xa OPS-14B.
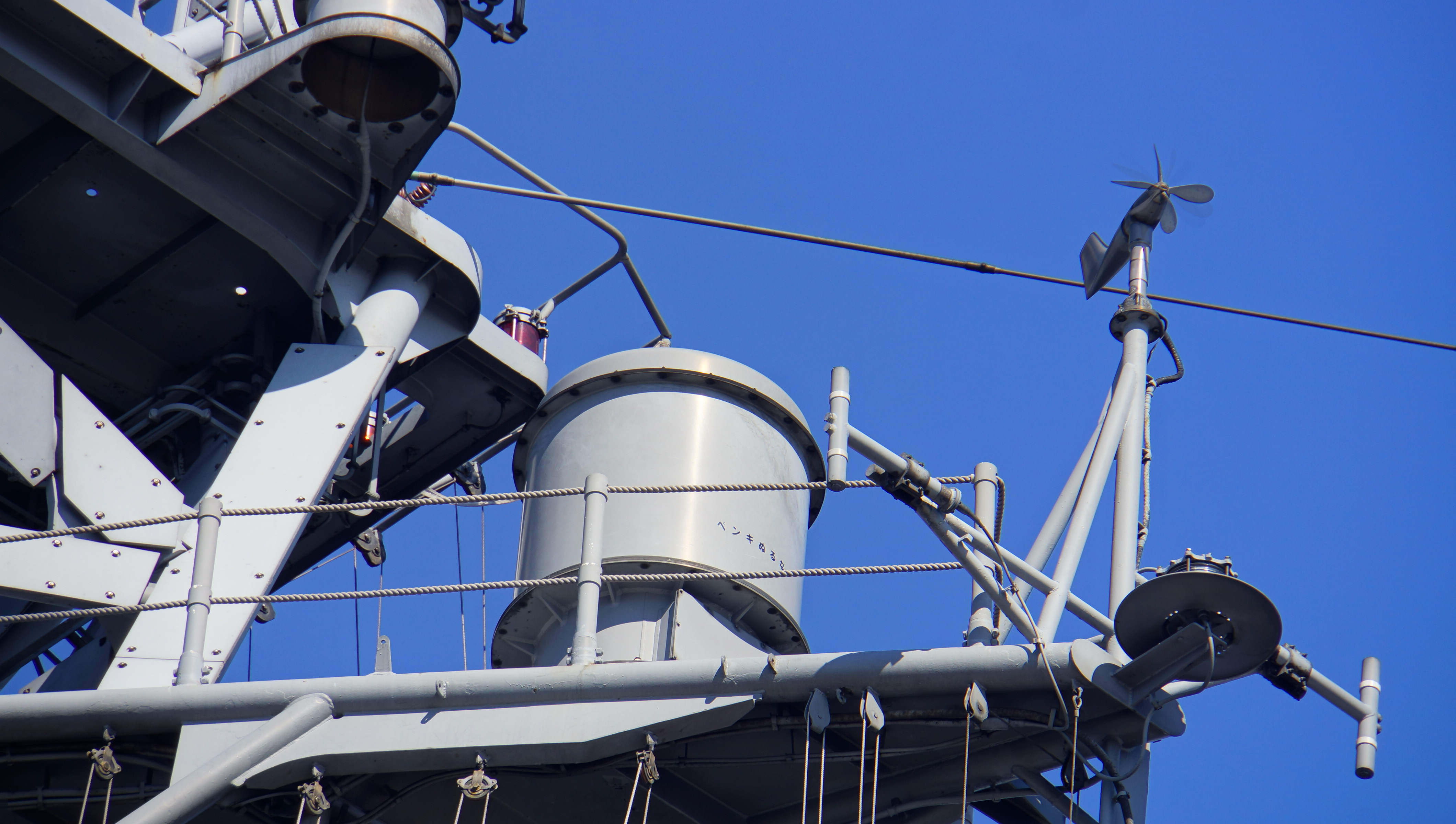
Radar cảnh báo OLR-9B.

## Tên lửa

### RIM-7 Sea Sparrowral
Hatsuyuki được lắp đặt một hệ thống phóng tên lửa Mk-29 (8 ống phóng) ở phía đuôi tàu, sức chứa 8 tên lửa đất đối không tầm trung RIM-7 Sea Sparrow. RIM-7 Sea Sparrow là thế hệ tên lửa hải đối không được Raytheon và General Dynamics hợp tác phát triển từ những năm 1960 và đi vào hoạt động vào năm 1976. Nó được thiết kế như một loại tên lửa hạng nhẹ phòng thủ điểm, có thể nhanh chóng triển khai tác chiến trên những tàu chiến hiện đại, thường lắp tại vị trí của vũ khí phòng không. Mỗi quả tên lửa RIM-7 Sea Sparrow có giá khoảng 165.400 đô la.
Thiết kế của RIM-7 về cơ bản không có gì quá khác biệt với thân dài hình trụ tròn với mũi khá nhọn, nó có bốn cánh lái phía sau đuôi và bốn cánh ổn định ở giữa thân. Sở hữu trọng lượng 231 kg, chiều dài 3,64 m, đường kính 20,3 cm, sải cánh 1 mét, tên lửa RIM-7 Sea Sparrow có thể mang đầu đạn phân mảnh hình khuyên nặng 40,5 kg, trang bị ngòi nổ cận tiếp xúc, đủ sức phá hủy máy bay cánh cố định, trực thăng, bom hàng không và cả tên lửa hành trình chống hạm bay bám mặt biển của đối phương. Đặc biệt, sức nổ của tên lửa có thể tiêu diệt vũ khí đối phương trong bán kính 8,2 m, khiến nó trở nên nguy hiểm hơn. Với động cơ phản lực đẩy hiệu suất cao Hercules MK-58 sử dụng nhiên liệu rắn, RIM-7 Sea Sparrow có thể bay với vận tốc lên tới 4.256 km/h. Phạm vi hoạt động của tên lửa đạt 10 hải lý, tương đương 19 km, độ cao bắn hạ mục tiêu 30m.
RIM-7 được dẫn bằng quán tính độc lập giai đoạn đầu, ở giai đoạn 2 tên lửa sẽ liên tục được tàu phóng gửi cập nhật dữ liệu mục tiêu cho phép tên lửa tự điều chỉnh hướng (bám mục tiêu) và trong giai đoạn cuối đầu tự dẫn radar bán chủ động xung doppler của tên lửa sẽ tự động kích hoạt, tìm, khóa và tấn công mục tiêu. Điều này cung cấp khả năng khóa mục tiêu chính xác từ xa sau khi được phóng khỏi tàu mẹ. Tên lửa có thể được dẫn đường dọc theo quỹ đạo đặc biệt để tạo điều kiện thuận lợi cho ngòi nổ và đầu nổ hoạt động. Đặc biệt, RIM-7 có thể hoạt động tương đối chính xác trong môi trường tác chiến bị ảnh hưởng nặng nề bởi các công nghệ gây nhiễu điện tử phức tạp. Nếu không tìm thấy mục tiêu trong một khoảng thời gian tên lửa sẽ tự hủy hay nhận lệnh tự hủy từ bên ngoài. Việc sử dụng đầu nổ phân mảnh có định hướng giúp điều chỉnh hướng nổ của đầu đạn dựa theo vị trí của mục tiêu trong radar với các tính toán hướng di chuyển của mục tiêu và sẽ phát nổ khi tiến lại gần trong một khoảng nhất định.

### RGM-84C Harpoon
Để thực hiện nhiệm vụ chống hạm, Hatsuyuki được vũ trang tên lửa hành trình chống hạm RGM-84C Harpoon do Công ty MacDonnell Douglas (hiện nay là thuộc Tập đoàn Boeing, Mỹ) phát triển. Tên lửa được đặt trong 2 bệ phóng, mỗi bệ 4 ống phóng kiêm bảo quản. Hệ thống phóng được thiết kế nghiêng 45 độ và đặt song song hai bên thân tàu, hệ thống phóng khá cồng kềnh và tốn nhiều diện tích trên tàu.
RGM-84C là một tên lửa hành trình có cấu trúc khí động học thông thường. Như bất kỳ tên lửa hành trình hiện đại nào, tên lửa RGM-84C có các bộ phận chính là vỏ lượn gồm thân, cánh, đuôi, động cơ xuất phát thường là động cơ tên lửa, động cơ hành trình thường là động cơ phản lực không khí và hệ thống điều khiển và khối tự hủy. Tên lửa có cánh hình chữ thập, cánh thăng bằng và ống hút khí nửa chìm. Tên lửa có thể được trang bị thêm máy gia tốc. Để khởi động cho tên lửa, người ta sử dụng động cơ đẩy nhiên liệu rắn có thể tháo rời. Sau khi được phóng đi với một tốc độ nhất định, động cơ tuabin phản lực bắt đầu làm việc. Khi tên lửa bay ở độ cao 10-15 mét, tên lửa được điều khiển bằng hệ thống điều khiển quán tính và ở cuối quỹ đạo tên lửa được dẫn hướng tới mục tiêu bằng đầu dò radar chủ động để bám sát và khóa mục tiêu. Sau đó, hệ thống điều khiến quán tính đưa tên lửa xuống độ cao rất thấp, khoảng 3 – 5 m. Ở độ cao này, tên lửa tiếp tục quá trình điều khiển bằng dữ liệu nạp vào tên lửa và hệ thống điều khiển quán tính tiếp tục điều khiển tên lửa cho đến khi tên lửa trúng mục tiêu.
Khối dẫn quán tính được sử dụng để dẫn tên lửa Harpoon theo quỹ đạo hành trình xác định tới nơi có mục tiêu trước khi kích hoạt đầu tự dẫn radar chủ động khóa bám mục tiêu. Khối dẫn quán tính bao gồm 1 máy tính kiểm soát trạng thái hành trình và lập lệnh điều khiển cánh lái, 1 khối cảm biển gia tốc thẳng và gia tốc góc và 1 khối cập nhật dữ liệu máy đo cao vô tuyến. Dựa trên tham số hành trình được nạp trước khi phóng và các tham số gia tốc, độ cao trong hành trình của đạn, máy tính của khối dẫn quán tính tiến hành tính toán và lập lệnh điều khiển cánh lái chỉnh đạn bay theo đúng hành trình dự kiến tới mục tiêu. Máy tính của khối dẫn quán tính cũng là nơi lập lệnh kích hoạt khối tự huỷ nếu sai số dẫn vượt quá tham số khống chế.
Tên lửa được dẫn hướng tới mục tiêu bằng một đầu dò radar dẫn đường chủ động. Radar có nhiệm vụ xác định liên tục tọa đọ các tham số chuyển động của tên lửa cung cấp các số liệu cần thiết và dẫn tên lửa chuyển động theo hướng bay xác định tới mục tiêu. Cấu tạo của radar dẫn đường bao gồm khối anten, khối phát, khối thu và khối xử lý tín hiệu. Các khối này được gắn trên khung đế đầu tự dẫn và được nắp chụp bảo vệ. Nắp chụp đầu tự dẫn có hình chóp elíp đảm bảo độ lợi khí động khi tên lửa Harpoon bay trong tốc độ hành trình cận âm.
RGM-84C Harpoon có chiều dài 4,64m, đường kính thân 0,34m, trọng lượng khi phóng 682 kg, được lắp đầu đạn thuốc nổ phân mảnh khối lượng 145 kg có độ xuyên phá cao, được thiết kế để tiêu diệt các tên lửa, ngư lôi, tàu pháo, tàu mặt nước có lượng giãn nước 5.000 tấn và các tàu vận tải.
Để có thể bay là là trên mặt biển ở độ cao thấp từ 3 đến 5 m, RGM-84C sử dụng một radar đo cao, bao gồm thiết bị thu phát và hai anten. Radar này có độ chính xác khá cao (1 m) và cho phép xác định độ cao của tên lửa trong phạm vi từ 1 đến 5.000 m ngay cả khi nó thay đổi đổi quỹ đạo bay. Trọng lượng của thiết bị đo độ cao khoảng 4,5 kg, được tích hợp trên bo mạch, tiêu thụ công suất 20 W.
Tên lửa chống hạm RGM-84C được lắp hai động cơ bao gồm động cơ khởi động và động cơ hành trình. Động cơ khởi động tên lửa tạo gia tốc ban đầu cho tên lửa chuyển động, khi đạt độ cao ổn định động cơ tuabin phản lực cánh quạt đẩy chính sẽ khởi động đưa tên lửa tới mục tiêu với vận tốc cận âm 280 m/s (Mach 0,8), tầm bắn 130 km. Động cơ hành trình là động cơ tuabin phản lực, động cơ có lực đẩy tối đa 450 kg, đường kính 330 mm, chiều dài 850mm, nặng 82 kg, sử dụng nhiên liệu dầu.
Khối tự huỷ của tên lửa RGM-84C được bố trí phía sau đầu đạn và nhận lệnh kích nổ huỷ tên lửa trong các trường hợp tên lửa bay chệch hành trình dự kiến quá 1 tham số khống chế, hoặc khi tên lửa không gặp mục tiêu theo tham số ngắm bắn do hệ thống điều khiển bắn trên tàu mẹ cung cấp.

### RUR-5 ASROC
Hatsuyuki được lắp đặt một hệ thống 8 phóng Mk-112 (tương thích với 8 tên lửa chống ngầm RUR-5 ASROC) phía sau pháo hạm, trong đó các cụm ống phóng có thể nâng hạ gần thẳng đứng để phóng tên lửa chống ngầm. Tên lửa chống ngầm RUR-5 ASROC do Công ty Honeywell phát triển và sản xuất từ năm 1960 và chính thức được chấp nhận đưa vào trang bị cho các tàu chiến mặt nước của Hải quân Liên bang Mỹ và đồng minh vào năm 1961. Tên lửa ASROC nặng 487 kg, dài 4,5m, đường kính 422mm. ASROC trang bị động cơ rocket nhiên liệu rắn, tầm bắn 22 km, tốc độ hành trình cận âm. Khi chiến tàu, máy bay tuần tra, trực thăng chống ngầm phát hiện tàu ngầm đối phương bằng hệ thống định vị siêu âm hoặc cảm biến thì sẽ chuyển tọa độ mục tiêu tới tàu chiến trang bị hệ thống ASROC. Từ đây, tàu mang ASROC sẽ phóng tên lửa RUR-5 mang theo ngư lôi Mk46 hoặc bom chìm hạt nhân W44 (Hatsuyuki không có) bay tới mục tiêu. Các dữ liệu về mục tiêu sẽ được chuyển đến cơ sở dữ liệu của tên lửa thông qua hệ thống máy tính điều khiển của tàu. Hệ thống dẫn đường quán tính được sử dụng khi bay tiếp cận vị trí của mục tiêu trong cơ sở dữ liệu. Ở một vị trí định sẵn trên quỹ đạo đường bay, ngư lôi sẽ tách khỏi tên lửa và rơi xuống biển bằng dù hãm, việc này sẽ giúp giảm thiểu tối đa âm thanh khi rơi xuống nước. Nếu không tìm thấy mục tiêu trong một khoảng thời gian tên lửa sẽ tự hủy hay nhận lệnh tự hủy từ bên ngoài.

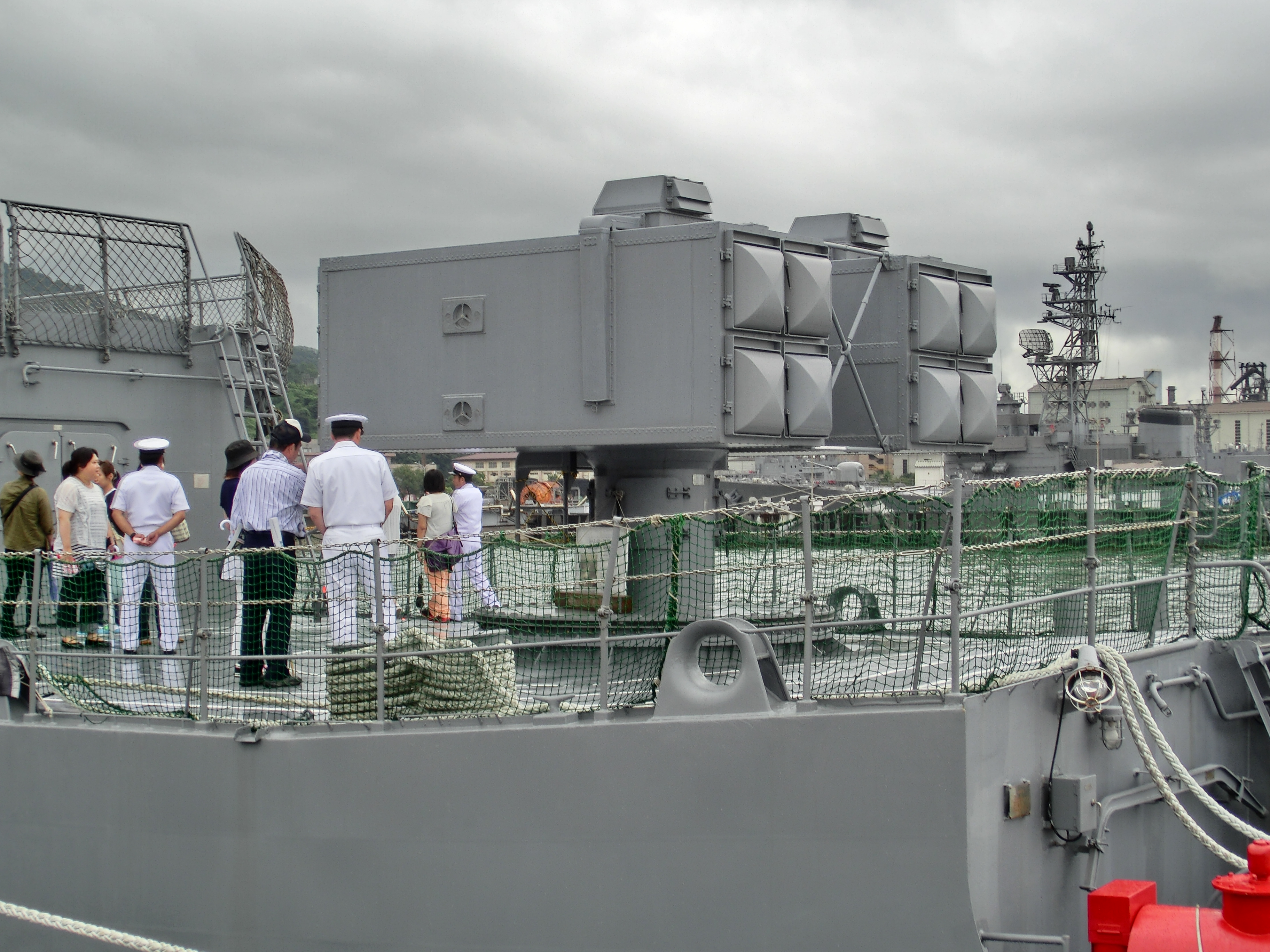
Hệ thống phóng tên lửa Mk-29.
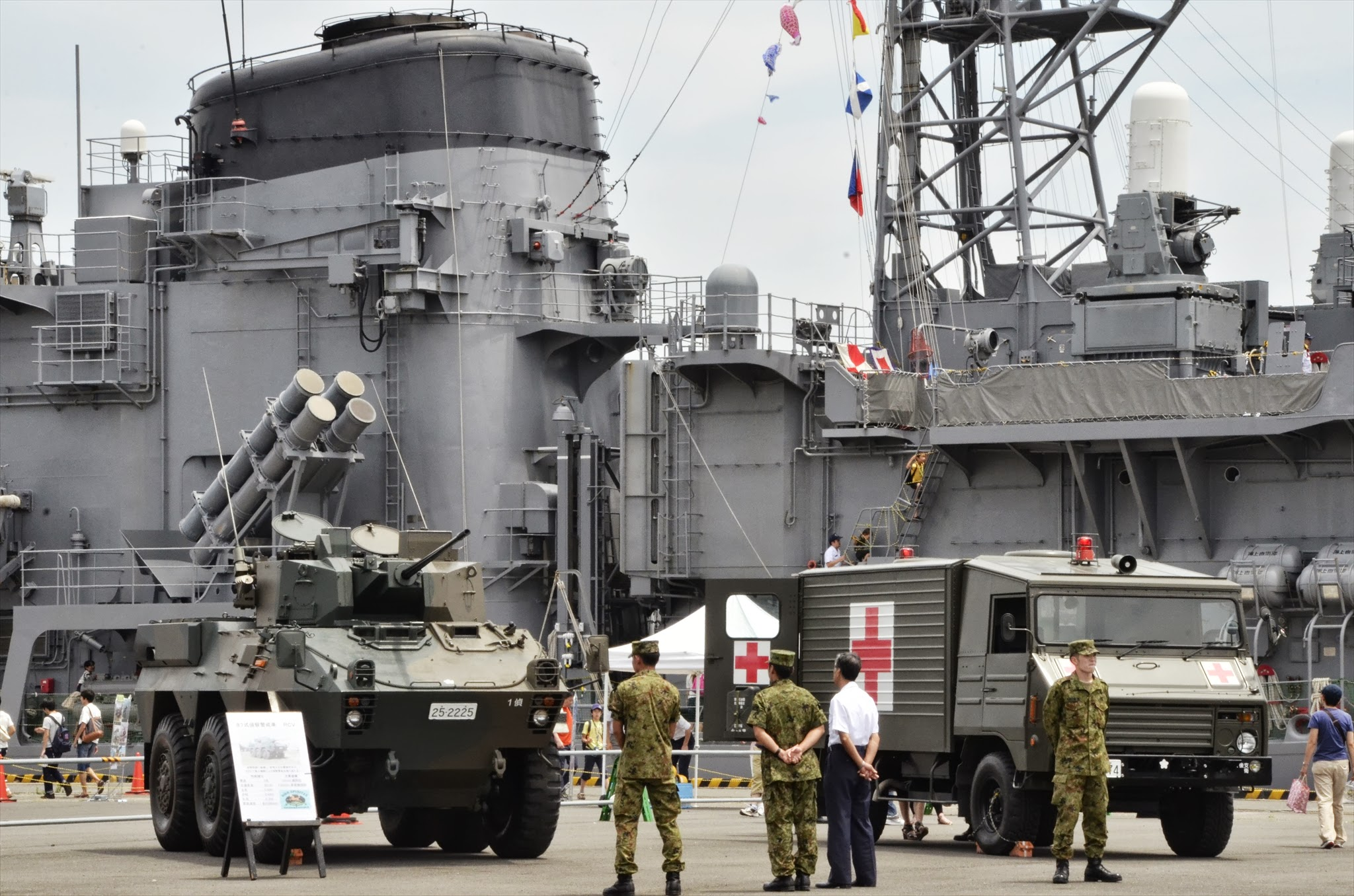
Ống phóng kiêm bảo quản của tên lửa chống hạm RGM-84
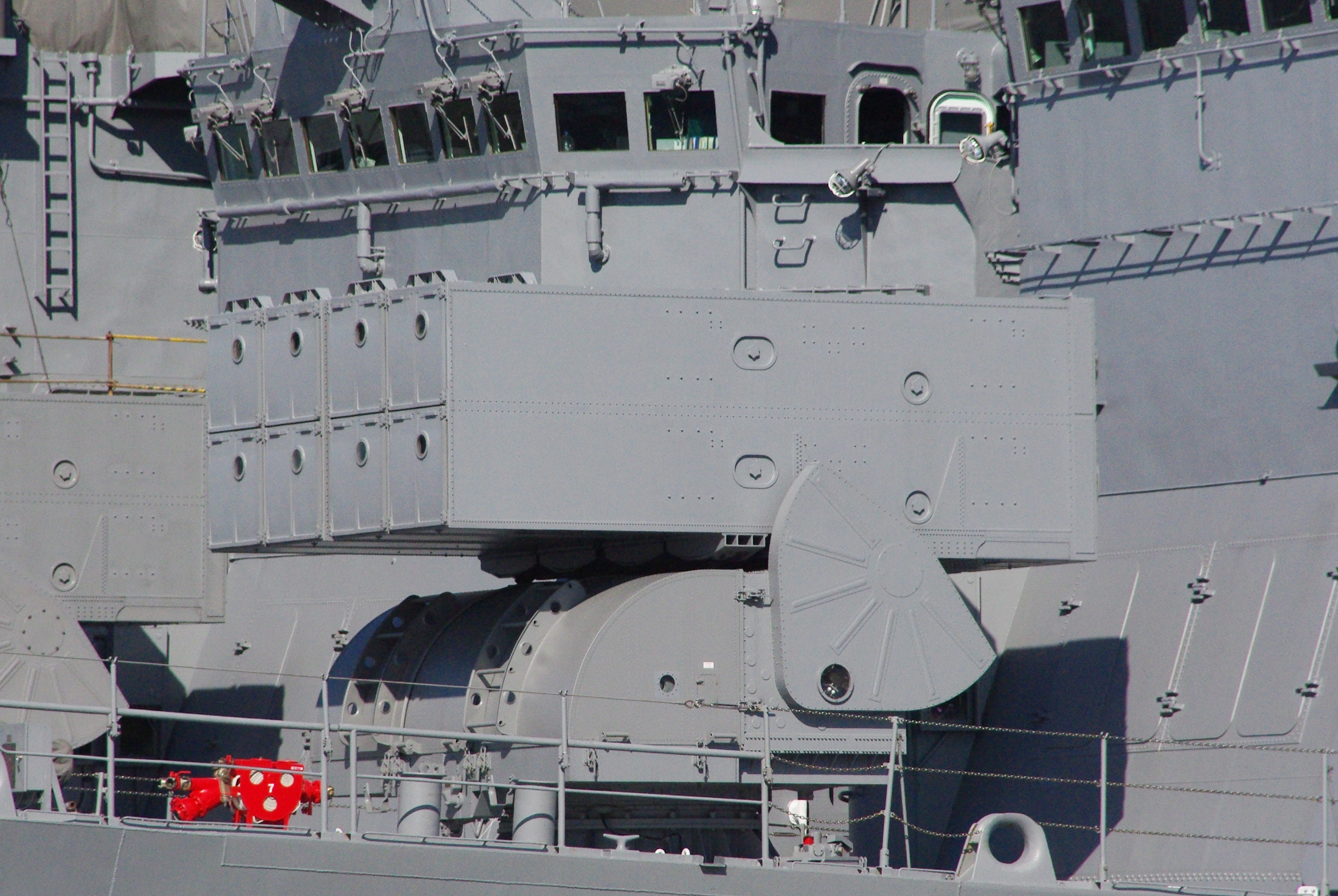
Hệ thống phóng tên lửa chống ngầm Mk-112.

## Pháo hạm

### Pháo hạm 76mm Oto Melara
Tàu được trang bị một pháo hạm tự động Mk-75 cỡ nòng 76mm/62 do Công ty Japan Steel Works sản xuất theo giấy phép của Công ty OTO Melara, Italia. Mk-75 có tốc độ bắn nhanh nên chủ yếu được dùng để thực hiện nhiệm vụ tác chiến mặt nước và đối không. Pháo có khối lượng 16,8 tấn, nòng pháo dài 4,7 m, sơ tốc đầu nòng 980 m/s, tốc độ bắn trung bình là 85 viên/phút, ở chế độ bắn nhanh là 120 viên/phút, có khả năng tiêu diệt mục tiêu cỡ nhỏ tầm gần ở cự ly tối đa 16 km và mục tiêu trên không ở tầm bắn lên đến 12 km.
Thành phần của pháo hạm này bao gồm 01 module đơn gắn pháo, 01 hệ thống nạp đạn tự động và các thiết bị hỗ trợ. Pháo được trang bị hai loại đạn là đạn xuyên giáp và đạn nổ phân mảnh. Trong đó, đặc điểm nổi bật nhất chính là đạn ART đường kính 42mm, có hình dạng như một quả rocket với cánh đuôi đứng, nặng 3,4 kg, sử dụng lõi kim loại wolfram được bố trí trong vỏ đạn 76mm và được giữ ở vị trí trung tâm bằng một đế giữ vòng tròn.
Đạn được bố trí thành hình tròn trong ụ pháo, được phủ một lớp nhựa cứng bên ngoài. Pháo còn có hệ thống làm mát bằng nước giúp cho nòng pháo không bị nóng và có thể bắn liên tục được hàng nghìn phát trong một cuộc tấn công. Quá trình ngắm bắn và điều chỉnh góc tà nòng pháo được điều khiển thông qua các hệ thống điện tử tự động, trong khi các hệ thống nạp đạn được điều khiển thủy lực. Khi viên đạn "mẹ" được bắn đi, khí được tích tụ ở phía sau đẩy quả đạn ART bắn ra khỏi nòng pháo bay tới mục tiêu với tốc độ nhanh hơn gấp 1,5 lần so với tốc độ quả đạn thông thường nên độ chính xác cao và hiệu suất tiêu diệt mục tiêu lớn. 

### Hệ thống Mk15 Vulcan Phalanx CIWS
Hỗ trợ phòng không tầm thấp và đánh chặn tên lửa hành trình là 2 hệ thống pháo phòng không tầm gần Mk-15 Phalanx CIWS. Hoả lực phòng không tầm gần (CIWS) của tàu là hệ thống Mk-15 Phalanx. Mk-15 Phalanx là hệ thống khép kín tích hợp bao gồm pháo, đạn và radar lắp trên 1 bệ duy nhất. Hệ thống được Chi nhánh Pomona thuộc Công ty General Dynamics (nay thuộc Tập đoàn Raytheon) phát triển vào cuối những năm 1960. Hệ thống thử nghiệm lần đầu vào năm 1973, bắt đầu sản xuất hàng loạt năm 1978, đến năm 1980 được đưa vào trang bị. Hệ thống Phalanx gồm pháo 6 nòng bắn nhanh Gatling M61A1 Vulcan cỡ nòng 20mm cùng một radar hoạt động trên băng tầng K.
Trong điều kiện chiến đấu, radar sẽ rà soát bầu trời, xác định các mục tiêu và lọc ra mục tiêu nguy hiểm nhất. Sau khi xác định được mục tiêu, radar điều khiển hỏa lực sẽ tính toán chính xác vị trí của địch để pháo 6 nòng Gatling M61A1 Vulcan khai hỏa. Radar của hệ thống Phalanx CIWS được chế tạo theo công nghệ chỉ điểm khép kín, có khả năng phát hiện máy bay từ cự ly 18 km, tên lửa hành trình có diện tích phản xạ radar 0,1 m² từ khoảng cách 12 km và bám bắt trong tầm 5 km.
Pháo Gatling M61A1 Vulcan được điều khiển bằng điện, tốc độ bắn rất cao, lên đến 4.500 viên/phút, tầm hiệu quả đạt 1.000 - 1.500 m, trong khi tầm bắn tối đa là 3.000 m. Gatling M61A1 Vulcan bắn rất nhanh nên pháo cũng rất nhanh hết đạn, việc nạp đạn phải làm bằng tay, sẽ cần 2 người để thay đạn, mỗi lần thay mất khoảng 5 phút. Hai hộp tiếp đạn bố trí bên hông pháo có sức chứa 500 viên mỗi hộp, tùy theo mục tiêu đường không hay mặt đất mà pháo sẽ bắn ra đạn nổ mảnh hoặc xuyên giáp (thông thường 1 hộp tiếp đạn chứa đạn nổ mảnh trong khi hộp còn lại mang đạn xuyên giáp). Đạn xuyên giáp vỏ tự huỷ (APDS) 20 mm của Mk-15 sử dụng đầu xuyên 15 mm bằng kim loại nặng (wolfram hoặc uran nghèo) được bao quanh bằng một guốc đạn plastic và một phần đáy kim loại nhẹ. Vỏ đạn sau khi bắn sẽ được đẩy ra từ phần dưới của bệ pháo theo hướng về phía trước.
Khi lọt vào tầm bắn của Phalanx CIWS, mọi mục tiêu - từ máy bay, tên lửa, bom hay đạn pháo - đều không thể thoát. Hoạt động hoàn toàn tự động dưới sự giám sát của con người, Phalanx CIWS có thể tiêu diệt mục tiêu ở khoảng cách 3,6 km. Trong một số điều kiện tác chiến, hệ thống Phalanx CIWS còn có thể bắn hạ các mục tiêu trên mặt nước, bao gồm các chiến hạm của đối phương.

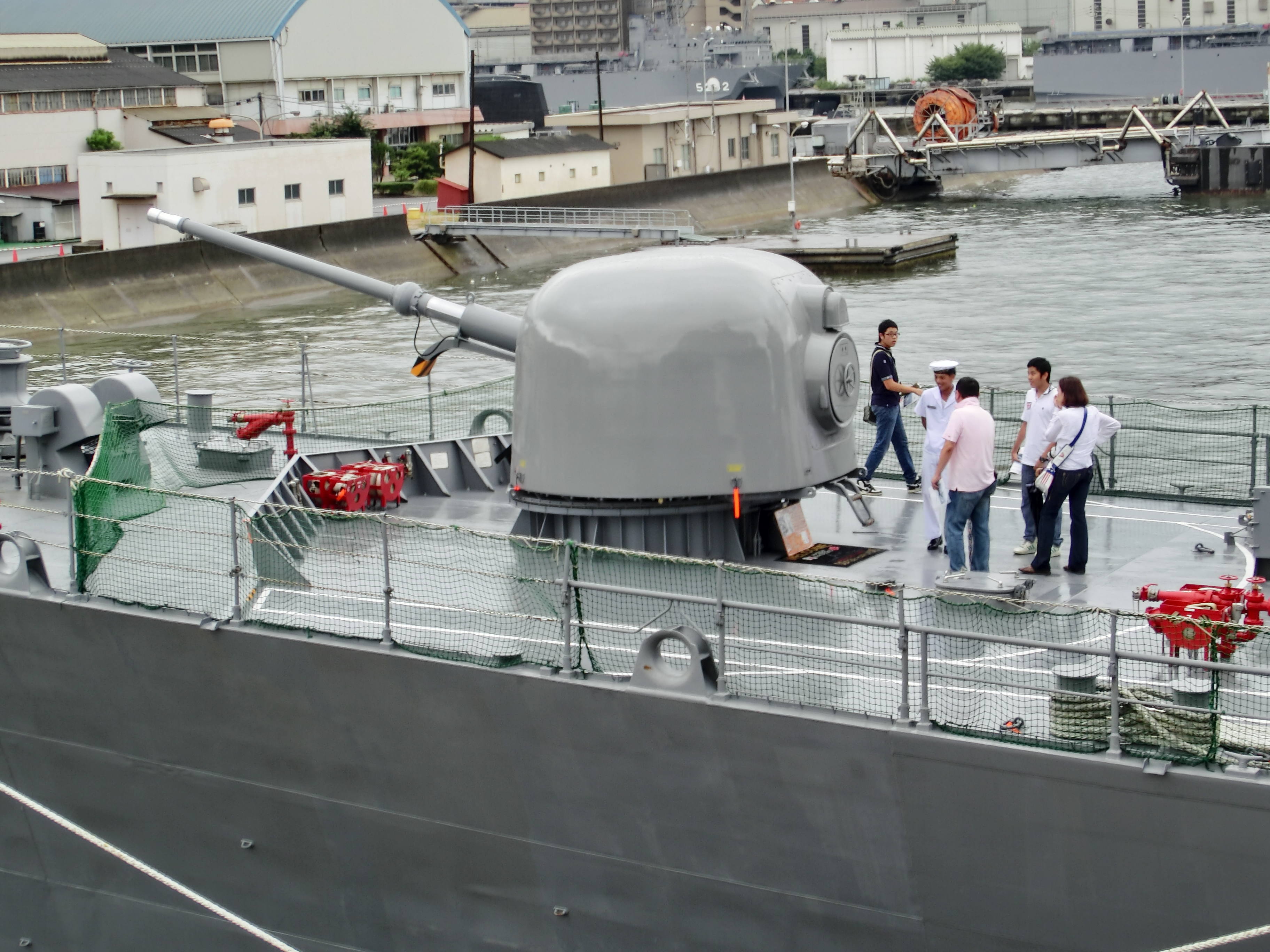
Pháo hạm tự động Mk-75 cỡ nòng 76mm/62.
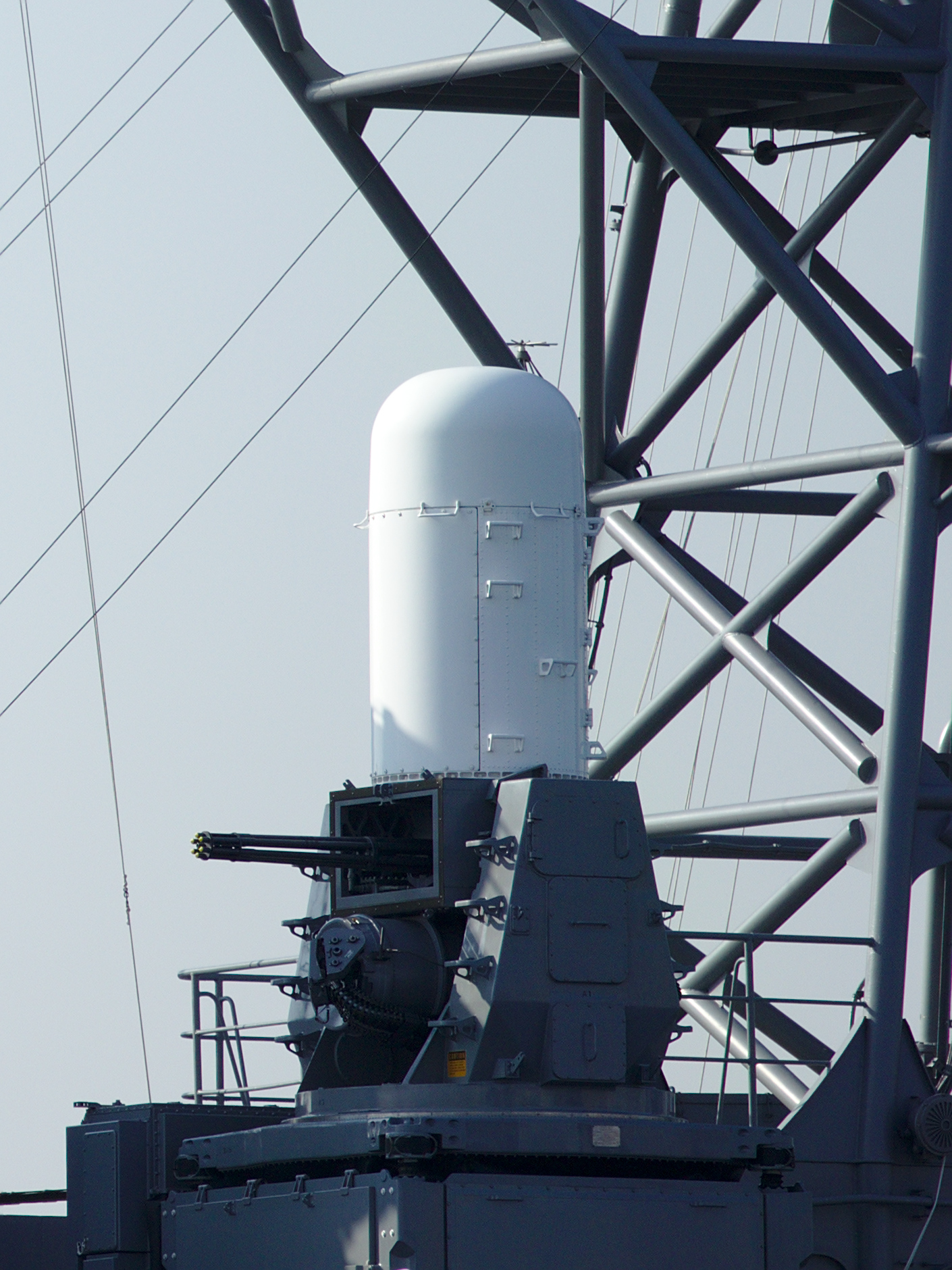
Hệ thống pháo phòng không tầm gần Mk-15 Phalanx 20mm.

## Ngư lôi

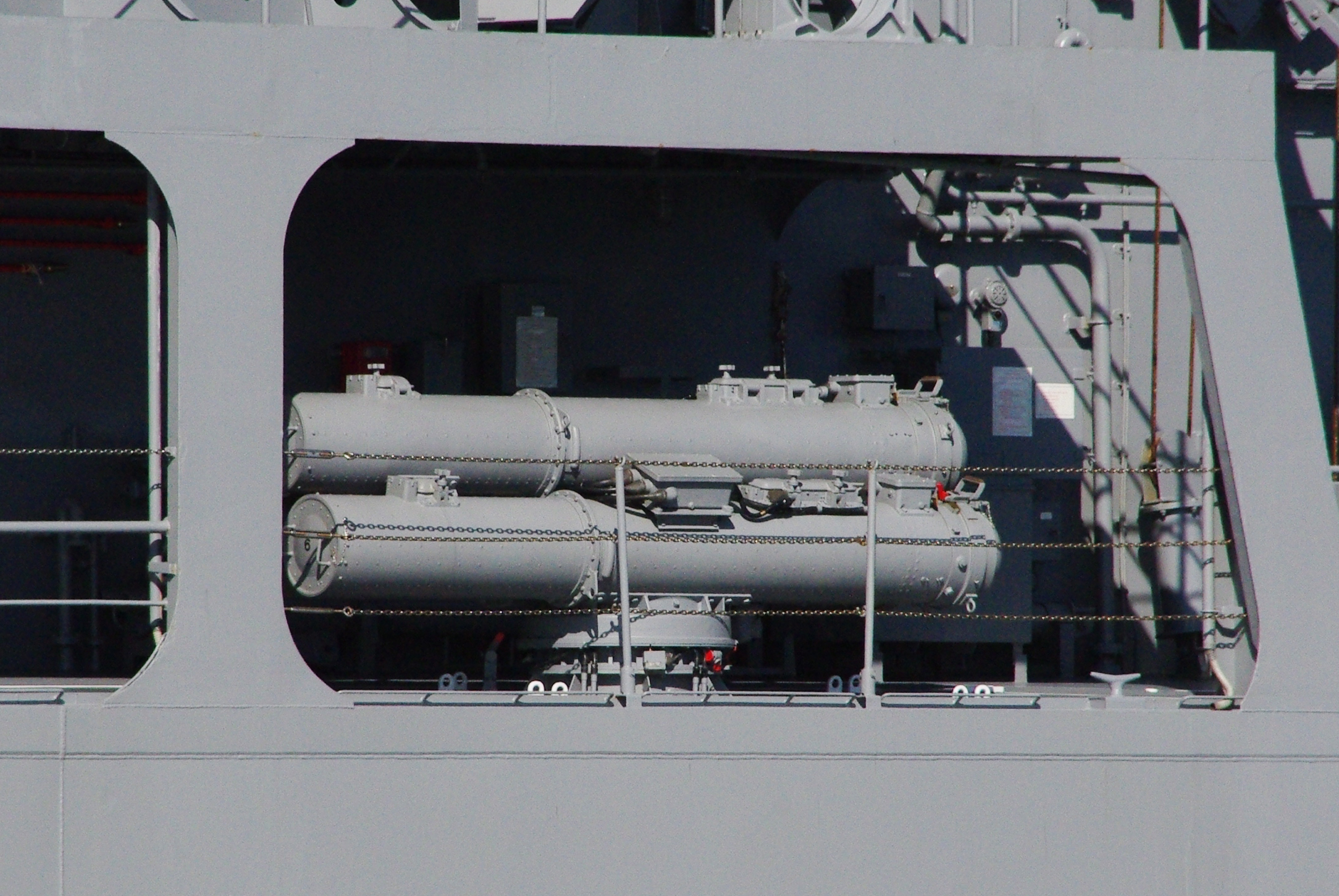
Cụm phóng ngư lôi 3 ống phóng 324mm Type 68.

Tàu khu trục lớp Hatsuyuki được trang bị 2 cụm phóng ngư lôi với 3 ống phóng 324mm Type 68 sử dụng ngư lôi Mk-46. Hệ thống phóng được thiết kế có khả năng xoay, điều hướng và bắn từ xa (riêng việc bắn có thể thực hiện tại chỗ bằng tay) nhắm tới mục tiêu cần diệt. Các ống phóng được làm từ vật liệu sợi thủy tinh hoặc kim loại, bên trong ống được bọc một lớp sợi thủy tinh để có thể bảo quản ngư lôi trong điều kiện thời tiết khắc nghiệt của Nhật Bản.
Chương trình chế tạo ngư lôi Mk-46 được bắt đầu vào năm 1960 nhằm thay thế cho ngư lôi Mk-44 đã lạc hậu. Ngư lôi Mk-46 chính thức được đưa vào trang bị năm 1967. Ngư lôi Mk-46 có vỏ làm bằng hợp kim nhôm, chiều dài 2,591m, đường kính 0,324m, trọng lượng 230,4 kg, vận tốc hành trình 45 hải lý (83,4 km/h) tầm bắn 11 km, khả năng lặn sâu 455m, hệ thống dẫn đường thủy âm chủ động - thụ động, đầu đạn nổ phá PBXN-103 43,1 kg, đầu nổ tiếp xúc, động cơ phản lực nước chạy điện giúp giảm tối đa độ ồn. Nguồn năng lượng được cung cấp bởi hệ thống ắc quy điện kẽm - bạc (cung cấp năng lượng cho động cơ điện công suất 35 mã lực). Mk-46 được trang bị 2 chân vịt quay ngược nhau.
Ngư lôi Mk-46 được phóng không tái nạp bằng cách nén không khí trong 2 bộ chứa thuốc súng phía sau. Sau khi phóng, ngư lôi được thả bằng dù và bắn sau khi lao xuống nước. Sau đó, Mk-46 bắt đầu tìm kiếm mục tiêu và cơ động theo đường ốc xoắn. Hệ thống dẫn đường có khả năng phát hiện mục tiêu ở cự ly đến 595m. Sau khi phát hiện mục tiêu, ngư lôi bắt đầu lao đến mục tiêu với vận tốc rất nhanh. Trong trường hợp tấn công không thành công, hệ thống dẫn đường cho phép tiến hành tấn công lại.
Ngoài ra, tàu cũng có thể sử dụng các loại ngư lôi khác như Mk-50, Mk-54 hay loại Type 73 (tương đương Mk-46) do Nhật tự phát triển.

## Trực thăng săn ngầm

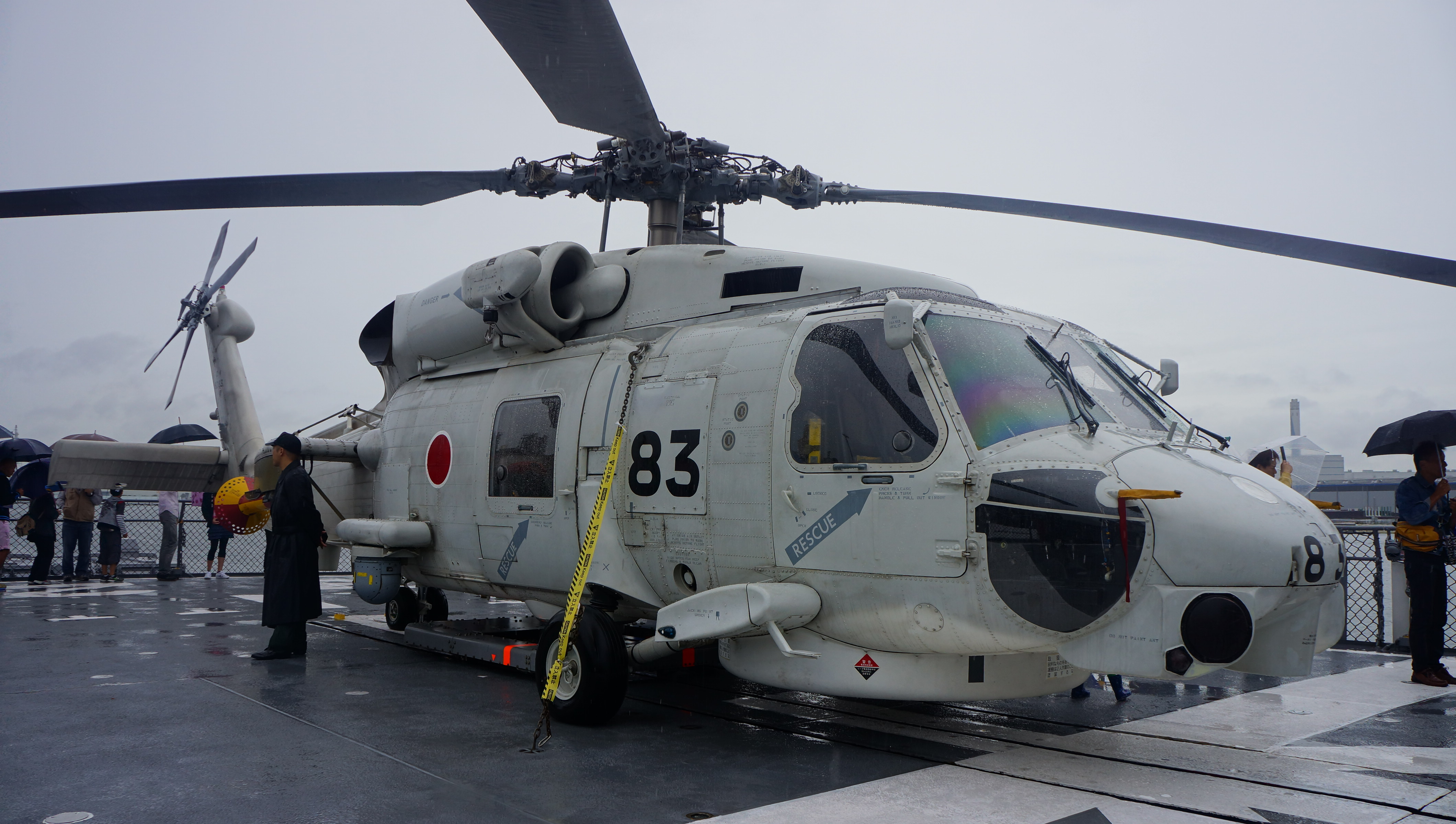
Trực thăng săn ngầm SH-60J Sea Hawk đậu trên tàu JDS Asayuki (DD-132).

Đuôi tàu có sàn đáp và nhà chứa cho phép mang theo 2 trực thăng săn ngầm, nhưng thực tế thường chỉ có thể mang được 1 chiếc trong các chuyến hải trình. Ban đầu, trên các tàu được bố trí 1 trực thăng Sikorsky HSS-2B Sea King, nhưng hiện nay loại trực thăng này đã bị rút khỏi biên chế và loại đang được sử dụng là SH-60J Sea Hawk được sản xuất tại Nhật theo giấy phép. Tàu cũng được trang bị các trang thiết bị bảo dưỡng và phụ tùng thiết yếu cho máy bay trực thăng.

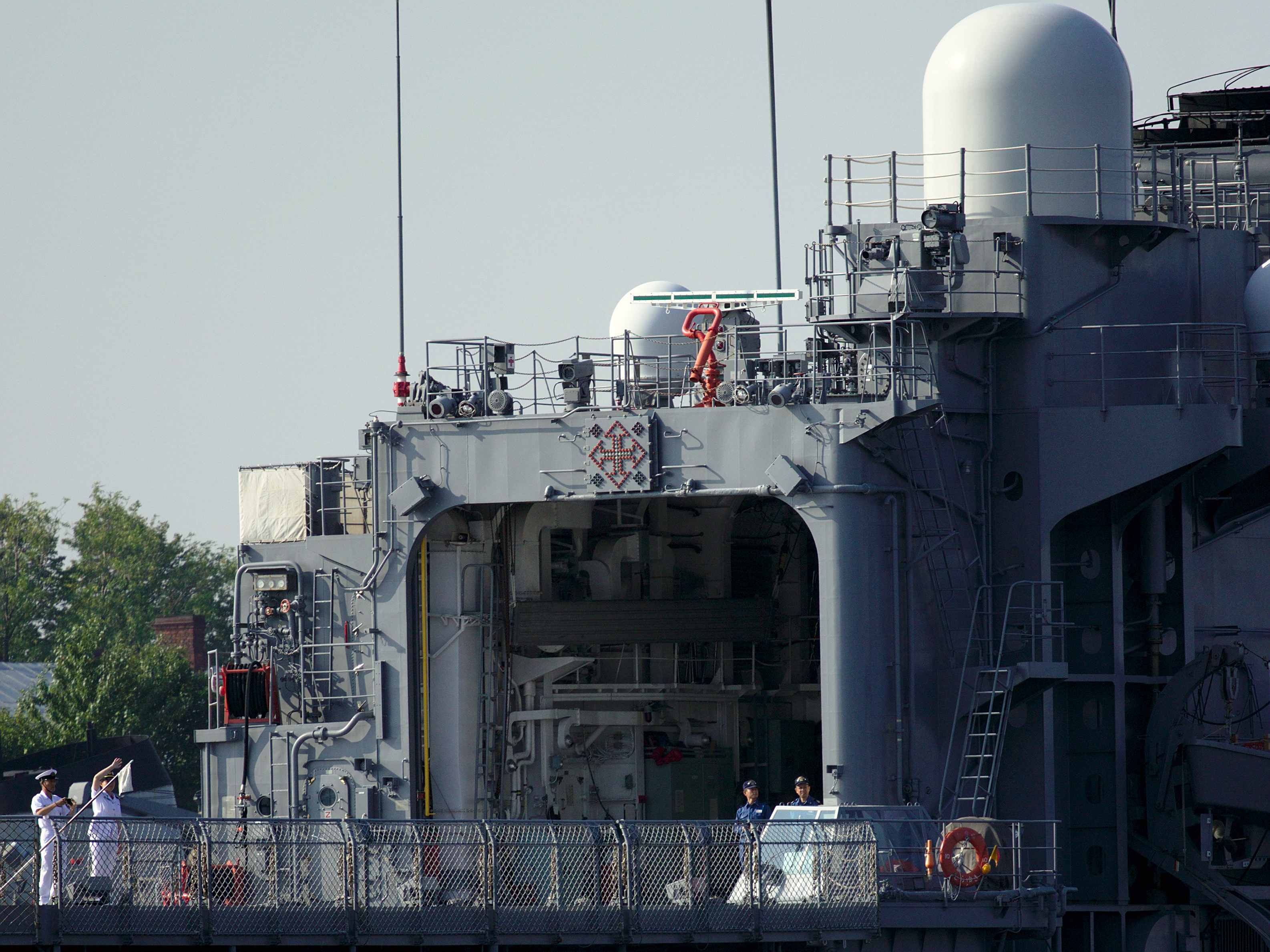
Sàn đáp và nhà chứa trực thăng của JDS Isoyuki (DD-127).

SH-60J Sea Hawk được Mitsubishi Heavy Industries sản xuất theo giấy phép của Công ty Sikorsky Aircraft (Mỹ). Máy bay này là một phiên bản sửa đổi của trực thăng săn ngầm SH-60B Sea Hawk đang phục vụ trong Hải quân Liên bang Mỹ. SH-60J chính thức được đưa vào hoạt động trong biên chế của JMSDF vào tháng 8 năm 1991. Đến năm 2005, đã có 103 chiếc SH-60J được xuất xưởng.
SH-60J có thể bay cách tàu mẹ đến 100 dặm và duy trì trên căn cứ trong vài giờ. Máy bay thực hiện cảnh giới, tìm kiếm và cứu hộ, chỉ thị mục tiêu cho tên lửa, chiến đấu chống hạm, chống ngầm và tác chiến đột kích trong mọi thời tiết.
SH-60J được trang bị sonar nhúng HQS-103, radar mảng pha quét chủ động HPS-104 và hệ thống tác chiến điện tử HLR-108. Bốn mấu cứng của máy bay có thể gắn ngư lôi hạng nhẹ Type 97, bom chống ngầm và tên lửa không đối hải AGM-114M Hellfire II. Ngoài ra, SH-60J còn được trang bị một súng đại liên 7,62mm Type 74.
SH-60J có cánh quạt chính và cánh quạt đuôi bốn lá được chế tạo bằng composite, với 2 động cơ dẫn động trục Ishikawa-Harima T700-IHI-401C (sản xuất theo giấy phép của General Electric) công suất 3.400 mã lực được lắp cạnh nhau trên đỉnh cabin với một ống hút không khí ở cạnh bệ quạt và các lỗ thoát khí ở phía sau bệ. Máy bay có tầm bay xa tới hơn 800 km, tốc độ tối đa 270 km/h. Các thùng nhiên liệu bên trong của SH-60J chứa được 2.250 lít. Máy bay có thể dùng được hệ thống tiếp nhiên liệu trên không. SH-60J có thể mang trên 1.800 kg hàng bên trong. Các móc hàng bên ngoài có thể mang lượng hàng lên tới 2.725 kg.

## Hệ thống động lực
Tàu khu trục lớp Hatsuyuki được trang bị hệ thống động lực kết hợp tuabin khí COGAG (tức là kiểu hệ thống động cơ kết hợp 2 tuabin khí để quay một chân vịt) bao gồm: 2 động cơ tuabin khí cỡ lớn Kawasaki-Rolls-Royce Olympus TM3B công suất 22.500 mã lực, 2 động cơ tuabin khí cỡ nhỏ RR Type Kawasaki RM1C công suất 4.620 mã lực, 1 máy phát điện diesel chính công suất 600 kW, 1 máy phát điện diesel dự phòng công suất 300 kW và 1 máy phát điện tuabin khí Kawasaki M1A-02 công suất 1.000 kW. Các động cơ này kết nối với nhau thông qua 3 hộp số và 2 bộ ly hợp, truyền động ra 2 chân vịt 5 lá cung cấp công suất đầu ra tổng cộng 100.000 mã lực. Sự kết hợp này giúp tiết kiệm nhiên liệu, giảm tối đa tiếng ồn khi hoạt động, đồng thời, giảm chi phí, kéo dài thời gian giữa 2 lần bảo dưỡng. 4 động cơ tuabin khí của tàu có khả năng chuyển từ trạng thái nguội sang trạng thái công suất cực đại trong vòng 15 phút. Ngoài ra, tàu còn được lắp đặt bộ tản nhiệt tiên tiến giúp giảm đối đa bức xạ hồng ngoại khi hoạt động, nâng cao khả năng tránh các biện pháp dò tìm bằng hồng ngoại của đối phương. Hệ thống động lực này giúp tàu đạt tốc độ tối đa đạt 30 hải lý/h (56 km/h) phạm vi hoạt động 4.500 hải lý, tốc độ hành trình 18 hải lý/h, tàu có khả năng hoạt động liên tục 50 ngày trên biển.
Hệ thống động lực COGAG có thời gian hoạt động tới 30.000 giờ trước khi cần đại tu. Để đảm bảo cho các động cơ này hoạt động hiệu quả, những binh sĩ kỹ thuật thuộc JMSDF làm việc dưới khoang máy của tàu phải luôn túc trực 24/24 không lúc nào ngơi việc dù toàn bộ hệ thống trên tàu đều được điều khiển, kiểm soát và giám sát một cách hoàn toàn tự động. Làm việc trong môi trường có tiếng ồn lớn yêu cầu những binh sĩ JMSDF làm việc trong phòng máy trên tàu luôn phải mang theo nút bịt tay để tránh thính giác của mình bị ảnh hưởng, tuy nhiên nút bịt tay này cũng chỉ hạn chế được phần nào tiếng ồn, sau một thời gian dài làm việc trong phòng máy trên tàu phần lớn các binh sĩ đều bị lãng tai dần.
Hầu hết trang thiết bị trên tàu kể cả trong khoang máy cũng đều được tự động hóa và điều khiển qua máy tính hoàn toàn. Hệ thống giám sát sẽ theo dõi sát sao các thông số của hệ thống động cơ, đưa ra các cảnh báo kịp thời để các binh sĩ khắc phục, trong trường hợp một trong các động cơ gặp sự cố, bộ ly hợp cho phép ngắt hoạt động của động cơ để tiến hành sửa chữa mà không ảnh hưởng đến khả năng hoạt động của tàu. Dù được tự động hóa khá nhiều, tuy nhiên công việc chính của những binh sĩ kỹ thuật lại là bảo dưỡng các thiết bị trên tàu để đảm bảo chúng hoạt động với hiệu suất cao nhất. Với một hệ thống lớn tới 4 động cơ và 30 tuabin khí, các binh sĩ kỹ thuật phục vụ trong khoang máy trên các tàu khu trục lớp Hatsuyuki thường ít khi được ngơi tay.
Bảo dưỡng các chi tiết nhỏ là công việc khó khăn hơn cả dù không cần phải chui rúc vào những góc nóng nực chật hẹp của khoang máy nhưng các binh bĩ kỹ thuật lại phải đảm bảo được độ chính xác cao và yêu cầu thêm cả sự khéo léo nữa. Các chi tiết nhỏ trên tàu có thể là các hệ thống cảm biến, các hệ thống chíp điều khiển của các thiết bị máy tính.

## Lịch sử trang bị
| Hình ảnh | Số hiệu        | Tên       | Đặt lườn   | Hạ thủy    | Đưa vào biên chế | Ngừng hoạt động | Nơi đóng                          | Đóng quân                                     | Chú thích                                                              |
| -------- | -------------- | --------- | ---------- | ---------- | ---------------- | --------------- | --------------------------------- | --------------------------------------------- | ---------------------------------------------------------------------- |
|          | DD-122         | Hatsuyuki | 14/3/1979  | 7/11/1980  | 23/3/1982        | 25/6/2010       | Sumitomo Heavy Industries         | Hải đội hộ vệ số 11, Căn cứ hải quân Yokosuka |                                                                        |
|          | DD-123 TV-3517 | Shirayuki | 3/12/1979  | 4/8/1981   | 8/2/1982         | 27/4/2016       | Hitachi Zosen Corporation         | Hải đội huấn luyện số 1, Căn cứ hải quân Kure | Chuyển đổi thành tàu huấn luyện (TV-3517) vào ngày 16 tháng 3 năm 2011 |
|          | DD-124         | Mineyuki  | 7/5/1981   | 19/10/1982 | 26/1/1984        | 7/3/2013        | Mitsubishi Heavy Industries       | Hải đội hộ vệ số 14, Căn cứ hải quân Maizuru  |                                                                        |
|          | DD-125         | Sawayuki  | 22/4/1981  | 21/6/1982  | 15/2/1984        | 1/4/2013        | IHI Corporation                   | Hải đội hộ vệ số 11, Căn cứ hải quân Yokosuka |                                                                        |
|          | DD-126         | Hamayuki  | 4/2/1981   | 27/5/1982  | 18/11/1983       | 14/3/2012       | Mitsui Engineering & Shipbuilding | Hải đội hộ vệ số 14, Căn cứ hải quân Maizuru  |                                                                        |
|          | DD-127         | Isoyuki   | 20/4/1982  | 19/9/1983  | 23/1/1985        | 13/3/2014       | IHI Corporation                   | Hải đội hộ vệ số 13, Căn cứ hải quân Sasebo   |                                                                        |
|          | DD-128         | Haruyuki  | 11/3/1982  | 6/9/1983   | 14/3/1985        | 13/3/2014       | Sumitomo Heavy Industries         | Hải đội hộ vệ số 13, Căn cứ hải quân Sasebo   |                                                                        |
|          | DD-129 TV-3519 | Yamayuki  | 25/2/1983  | 10/7/1984  | 3/12/1985        | 19/3/2020       | Hitachi Zosen Corporation         | Hải đội huấn luyện số 1, Căn cứ hải quân Kure | Chuyển đổi thành tàu huấn luyện (TV-3519) vào ngày 27 tháng 4 năm 2016 |
|          | DD-130         | Matsuyuki | 7/4/1983   | 25/10/1984 | 19/3/1986        | 7/4/2021        | IHI Corporation                   | Hải đội hộ vệ số 14, Căn cứ hải quân Maizuru  |                                                                        |
|          | DD-131 TV-3518 | Setoyuki  | 26/1/1984  | 3/7/1985   | 11/12/1986       | 24/12/2021      | Mitsui Engineering & Shipbuilding | Hải đội huấn luyện số 1, Căn cứ hải quân Kure | Chuyển đổi thành tàu huấn luyện (TV-3518) vào ngày 14 tháng 3 năm 2012 |
|          | DD-132         | Asayuki   | 22/12/1983 | 16/10/1985 | 20/2/1987        | 16/11/2020      | Sumitomo Heavy Industries         | Hải đội hộ vệ số 13, Căn cứ hải quân Sasebo   |                                                                        |
|          | DD-133 TV-3513 | Shimayuki | 8/5/1984   | 29/1/1986  | 17/2/1987        | 19/3/2021       | Mitsubishi Heavy Industries       | Hải đội huấn luyện số 1, Căn cứ hải quân Kure | Chuyển đổi thành tàu huấn luyện (TV-3513) vào ngày 18 tháng 3 năm 1999 |